# Abbaye de Saint-Philbert-de-Grand-Lieu
Vous lisez un « bon article » labellisé en 2010.
L'abbaye Saint-Philibert de Saint-Philbert-de-Grand-Lieu est une abbaye fondée au IXe siècle par des moines bénédictins dirigés par leur abbé Arnoul, et située à Saint-Philbert-de-Grand-Lieu en France. Il ne subsiste que l'église abbatiale et quelques bâtiments autour.
Édifice de style carolingien, il a accueilli un temps le corps de saint Philibert dont la commune tirera son nom. À la suite de l'attaque du site par les Normands, les moines s'enfuient avec le corps du saint et se réfugient à Tournus. La communauté se reforme alors pour fonder un prieuré. Utilisée au XIXe siècle comme marché couvert, l'abbatiale ne sert alors plus à la célébration du culte. Des fouilles mettent au jour le sarcophage du saint et l'édifice est classé au titre des monuments historiques en 1896. L'abbatiale est réaffectée au culte depuis 1936. C'est aujourd'hui l'un des monuments importants du pays de Retz ouvert aux visiteurs.

## Histoire

### Époque médiévale

#### Haut Moyen Âge
L'abbatiale est construite vers 815 sur les terres d'un ancien domaine nommé Déas (actuel Saint-Philbert-de-Grand-Lieu), données au VIIe siècle au moine saint Philibert. Dépendante de l'abbaye de Noirmoutier, elle permet de subvenir aux besoins de celle-ci. À la demande de l'abbé Arnoul, Cette construction est autorisée par Louis Ier, le fils de Charlemagne. Le lieu est aussi plus à l'abri des raids des Vikings, étant localisé plus profondément dans les terres. En effet, l'abbaye de Noirmoutier a été attaquée par les Normands de nombreuses fois pendant la première moitié du IXe siècle. Ainsi que le rapporte Ermentaire, jeune moine de Noirmoutier, les moines bénédictins ouvrent la tombe de saint Philibert le 7 juin 836, empruntent la voie romaine via le Bois-de-Céné et Paulx, et se réfugient à Déas avec les reliques. Sous la conduite de l'abbé Hilbod, les lieux sont aménagés pour rendre la défense contre les pillards plus efficace.

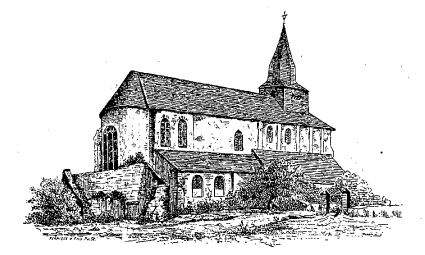
L'abbatiale telle qu'elle était avant 1860.

En 847, les Normands atteignent la paroisse. Les attaquants incendient l'abbatiale ainsi que le monastère. La crypte est emmurée avec à l'intérieur le tombeau contenant les reliques. Ainsi protégée, la châsse ne subit pas de dommages. Les moines remettent sur pied l'abbatiale puis partent s'établir à Tournus en Bourgogne avec les reliques, laissant la châsse vide. Ils emportent également les reliques de Vital de Saint-Viaud, présentes en ces lieux depuis 836.

#### Moyen Âge central
Un prieuré est tout de même fondé par les moines de Tournus sur le site de Déas au cours du XIe siècle ; il dépend alors de l'abbaye de Tournus,. En 1119, la paroisse prend le nom de Saint-Philbert-de-Grand-Lieu en l'honneur du moine Philibert.

Statue de saint Philibert exposée dans l'abbatiale
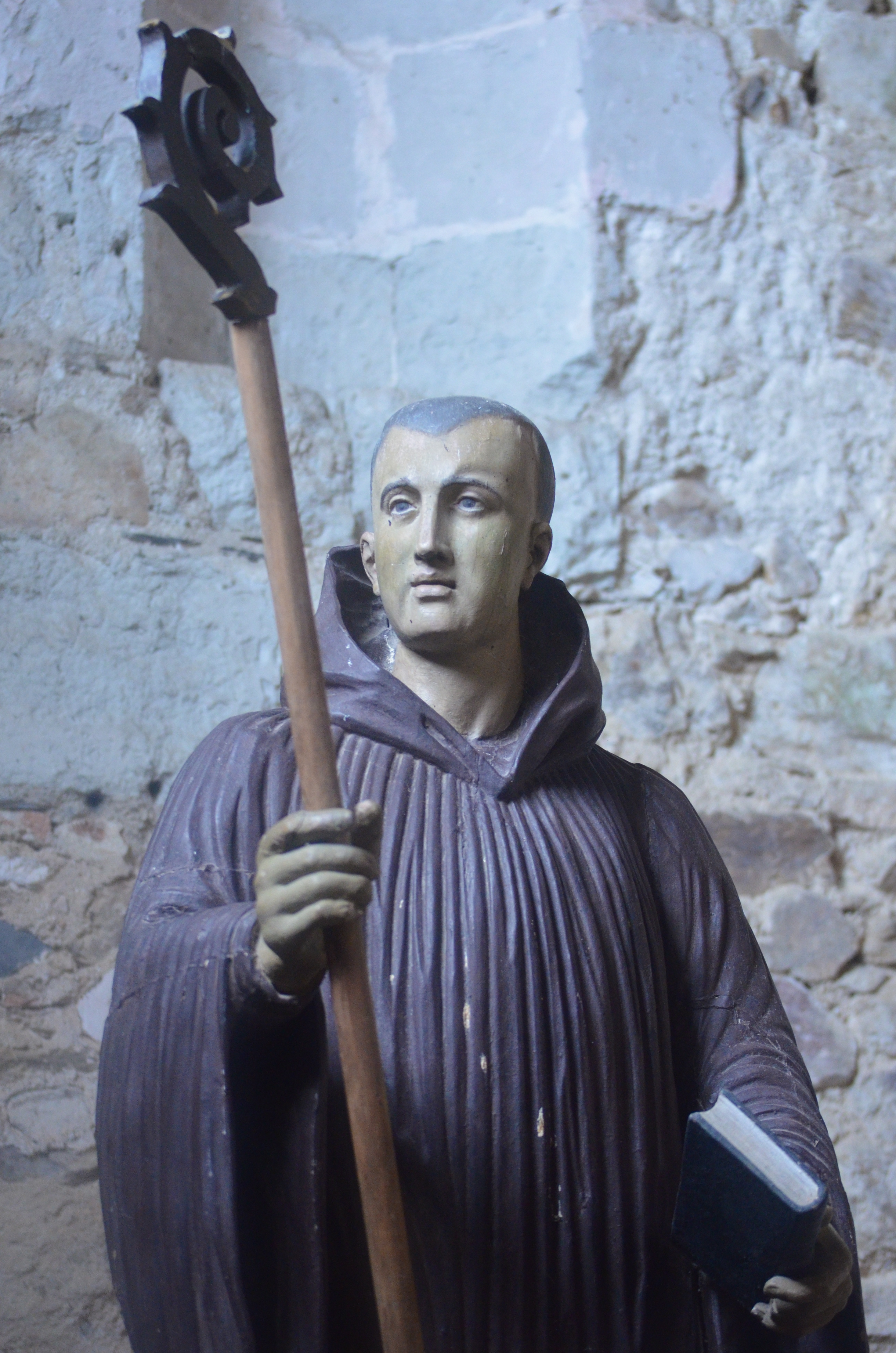
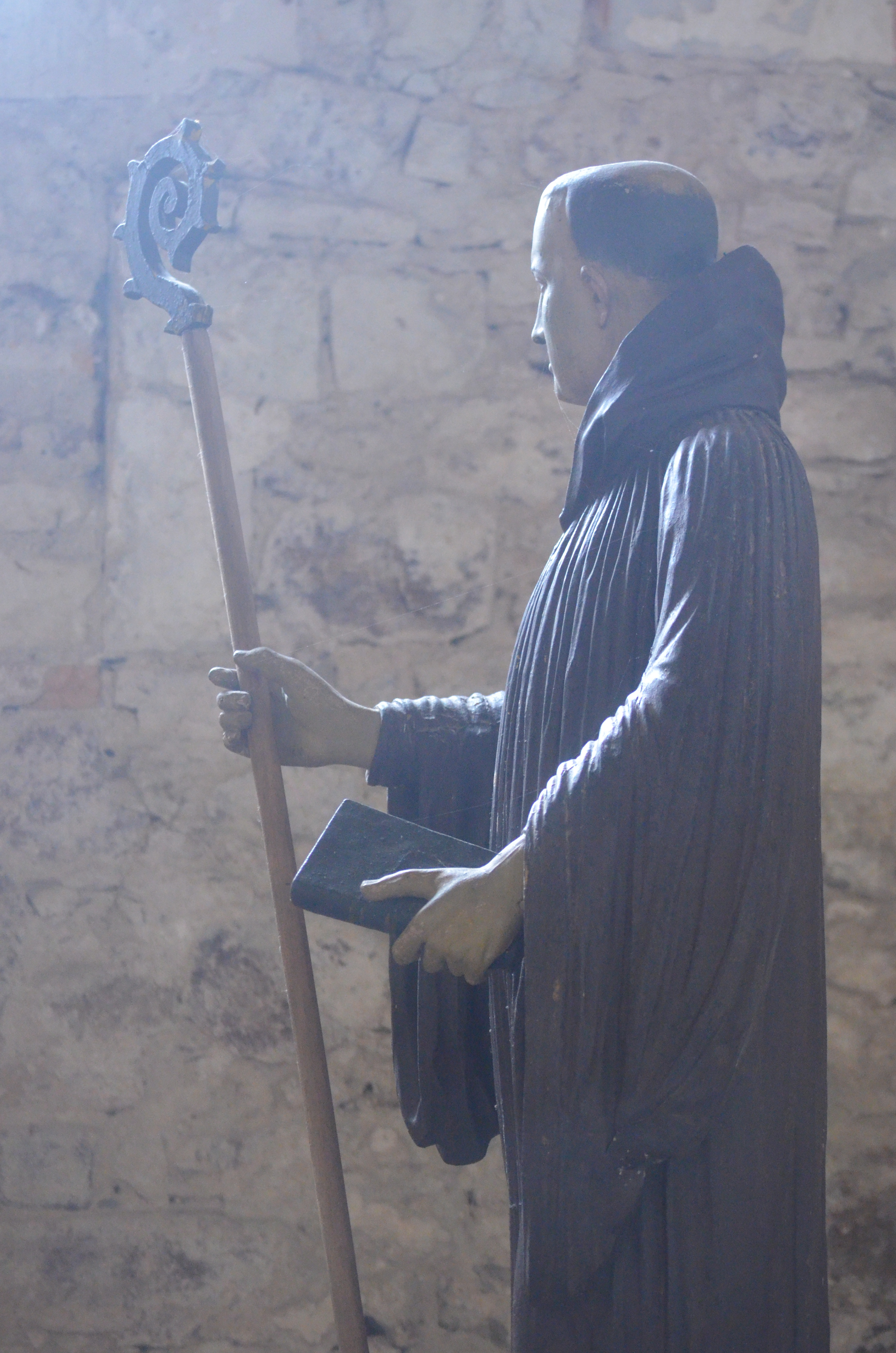
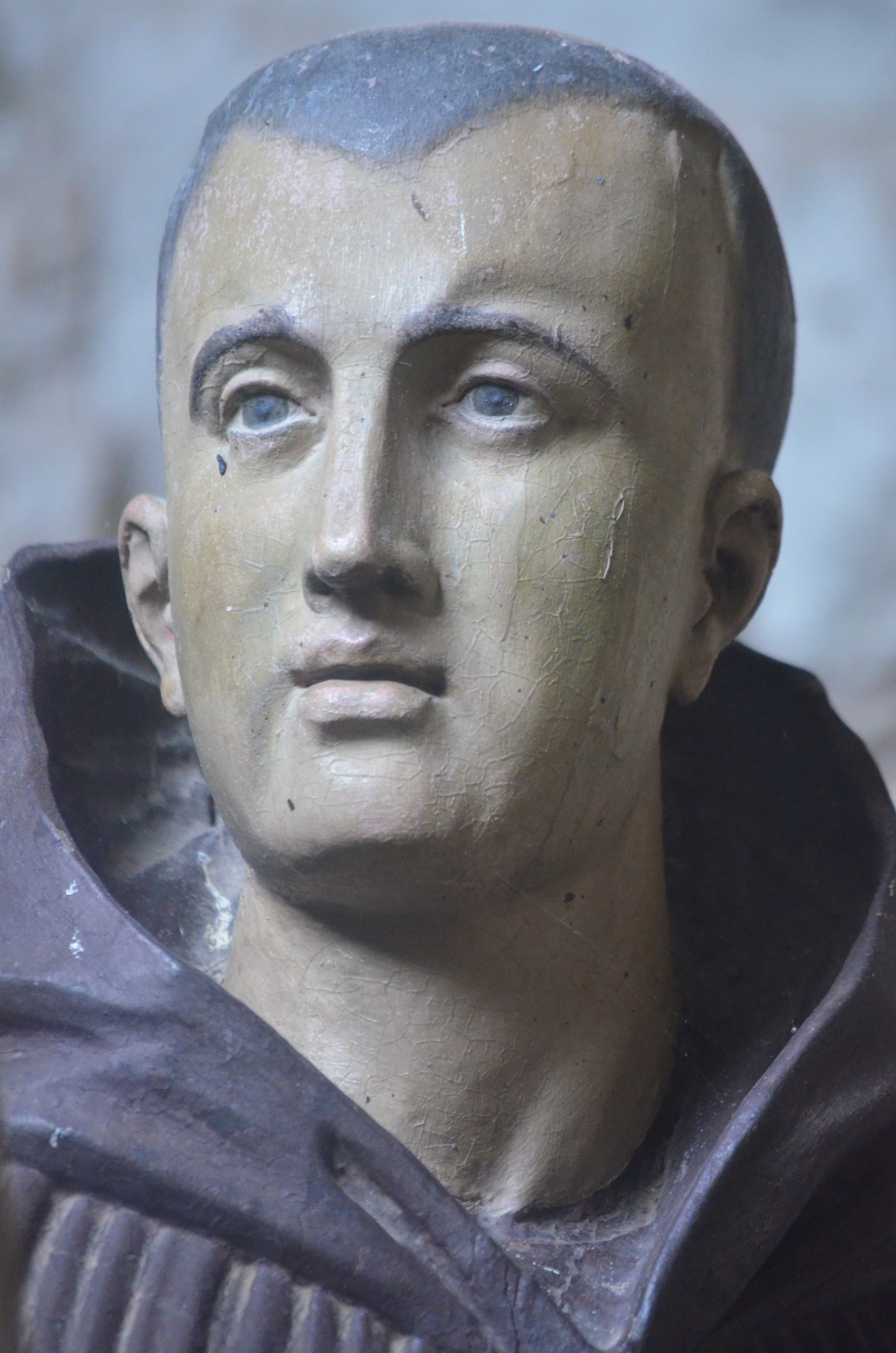
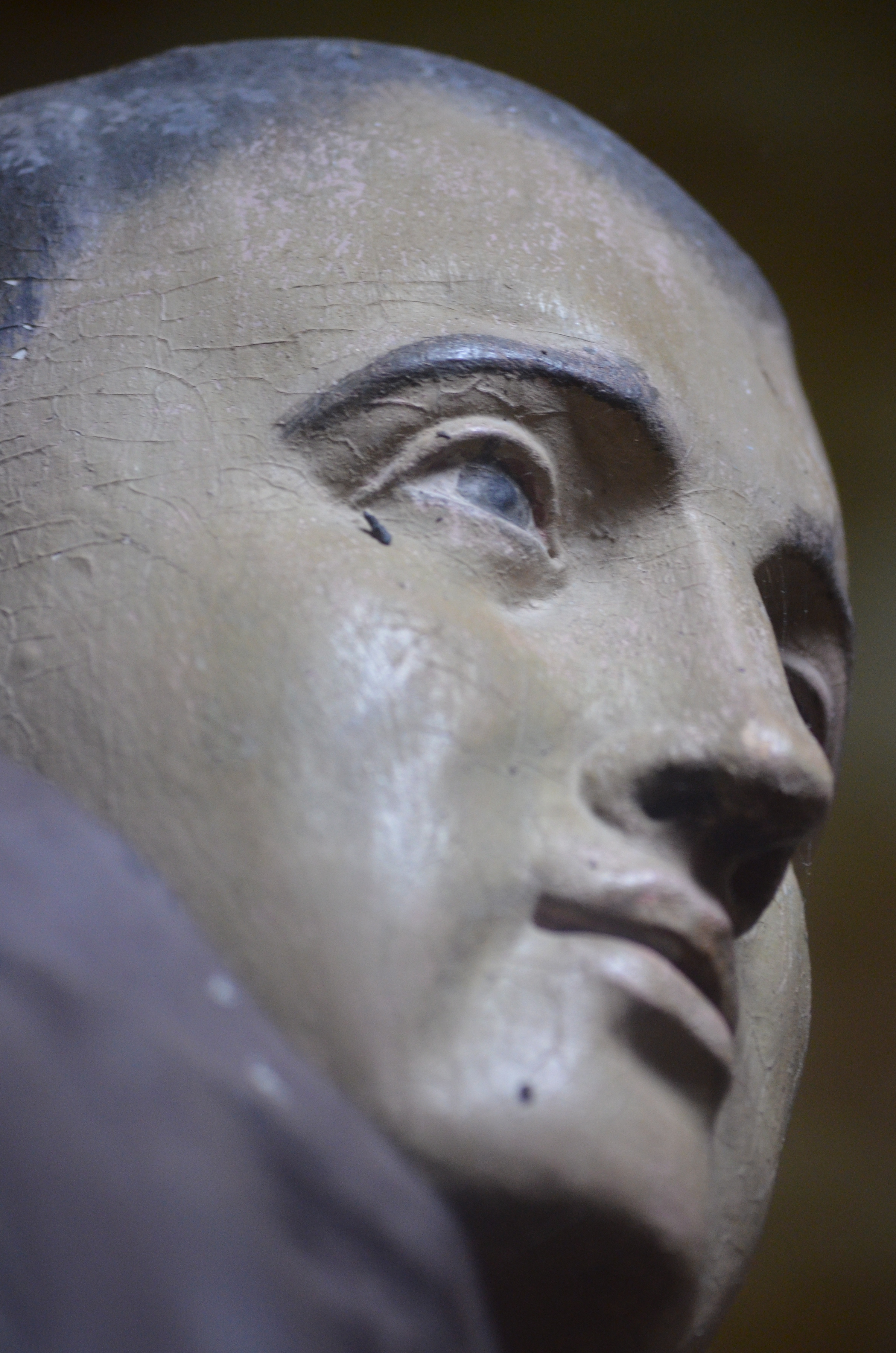

### Époque moderne
Au cours du XIVe siècle, un clocher de bois est érigé au-dessus du porche d'entrée de l'abbatiale. Lors des guerres de religion dans la région, les Huguenots provoquent à leur tour des dommages au site. Ils endommagent notamment le chœur, le porche ainsi que le clocher. Au XVIIe siècle, l'église devient paroissiale,. Plus tard lors de la Révolution française, l'abbatiale est vendue comme bien national en 1791. Et lors des insurrections vendéennes, l'édifice sert aux républicains de hangar à fourrage et de dépôt de munitions,.

### Époque contemporaine
Après l'érection de la nouvelle église paroissiale en 1869, l'édifice sert de marché couvert, et les murs lézardés doivent être réduits de 3 mètres de hauteur. Cependant, la découverte du tombeau en 1865 finit par redonner un nouvel intérêt au site et des travaux sont effectués entre 1898 et 1904. Ainsi, l'abbatiale est classée au titre des monuments historiques depuis 1896 alors qu'elle est désaffectée. C'est seulement en 1936 qu'elle est réaffectée au culte. La même année une fête célèbre le onzième centenaire du transport des reliques dans la commune. Une relique de saint Philibert est alors déposée dans le sarcophage. Le monument est aujourd'hui ouvert aux visiteurs, on en compte environ 9 000 par an. Outre les visites de l'édifice et des jardins, des expositions artistiques et culturelles sont organisées au sein de l'abbatiale. Des cérémonies religieuses sont ponctuellement célébrées ; on peut citer la « Fête de la Saint-Philibert » avec veillée et messe patronale.

## L'abbatiale
L'abbatiale est globalement de style carolingien. Des modifications au cours du temps lui ont apporté des éléments provenant d'autres styles, notamment le style roman. L'édifice a aussi subi des modifications de son aspect visuel, ceci tant à l'extérieur qu'à l'intérieur.

Vues extérieures
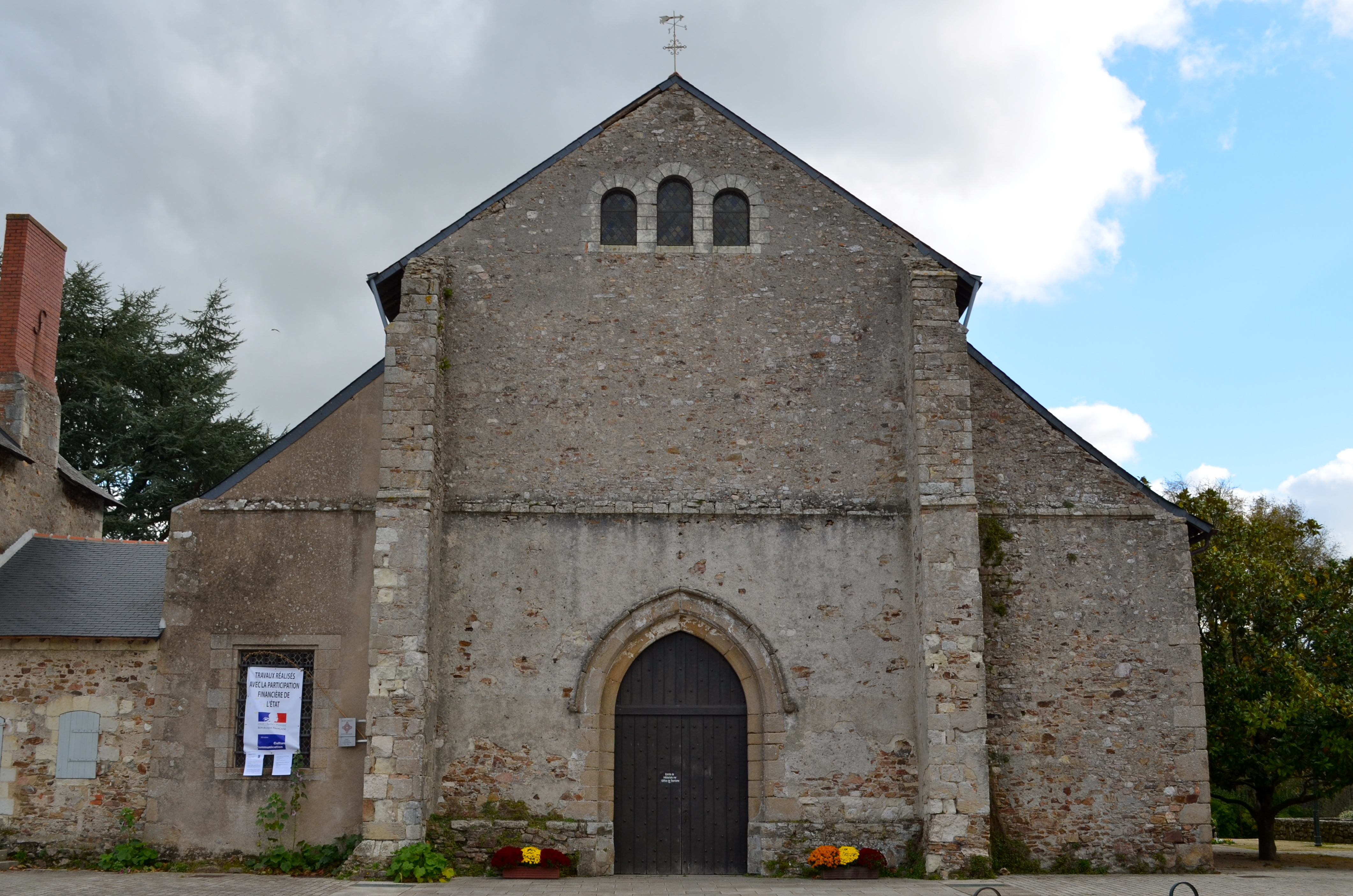
Façade et portail.
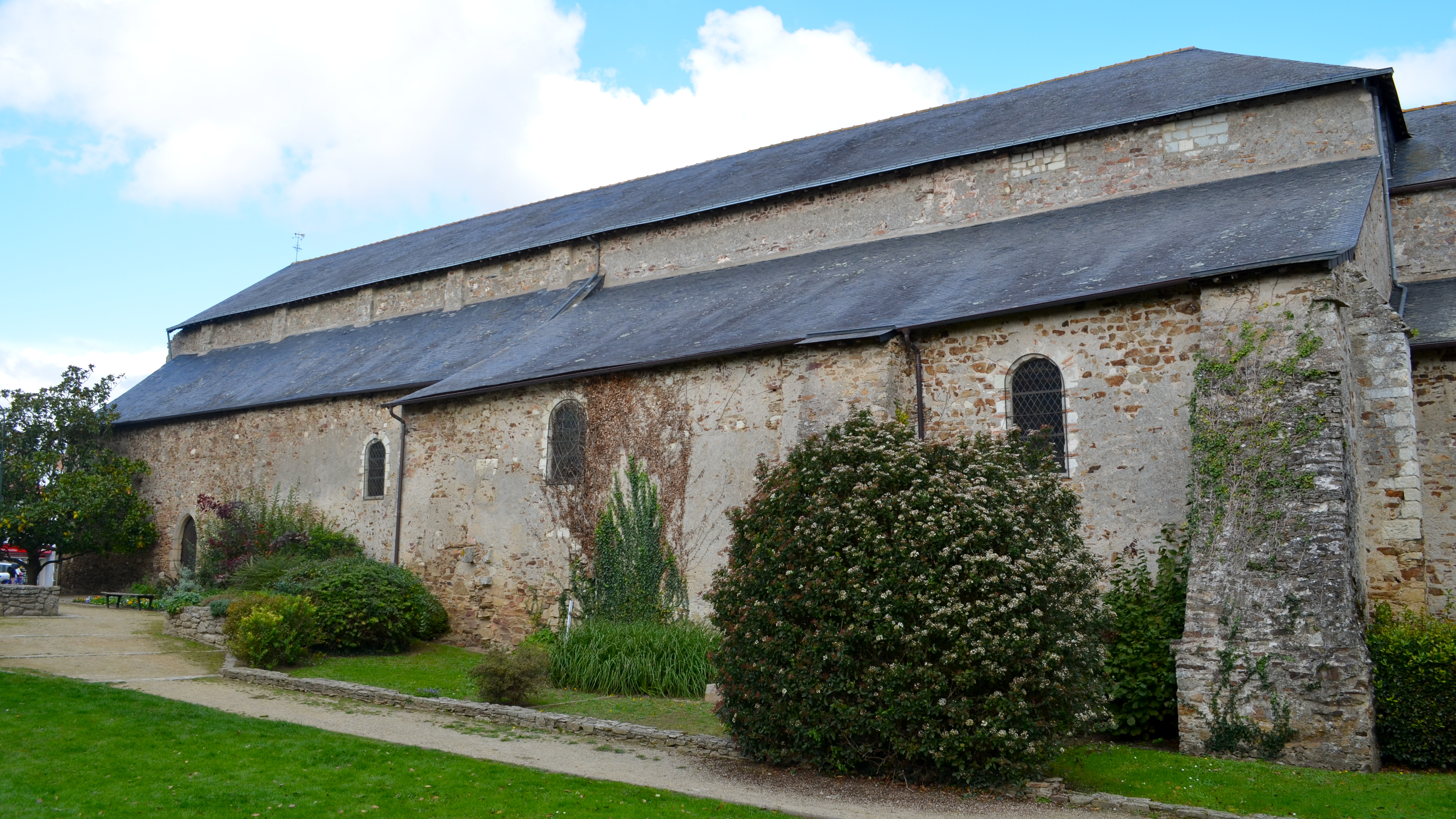
Façade latérale droite.
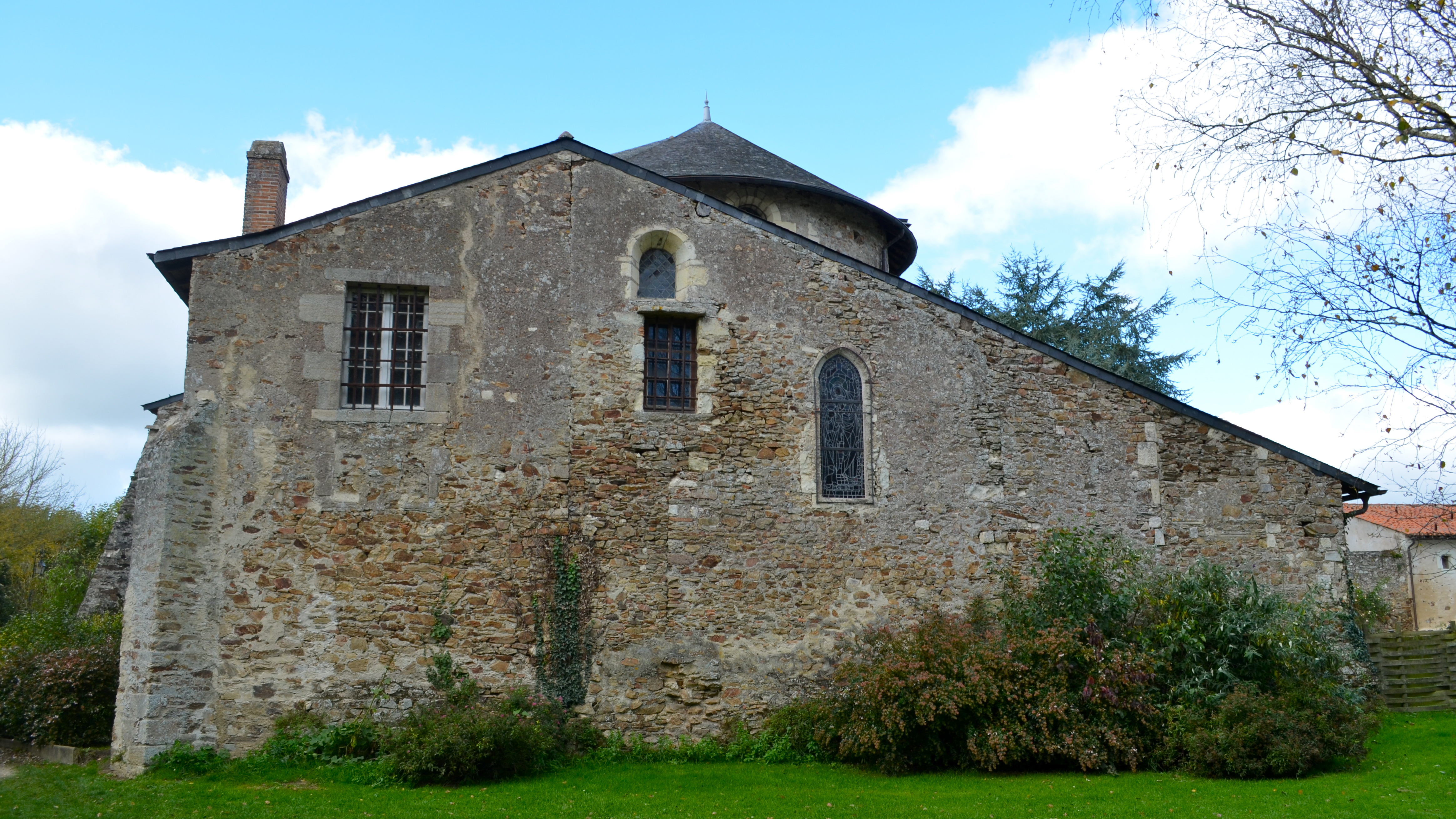
Façade arrière.
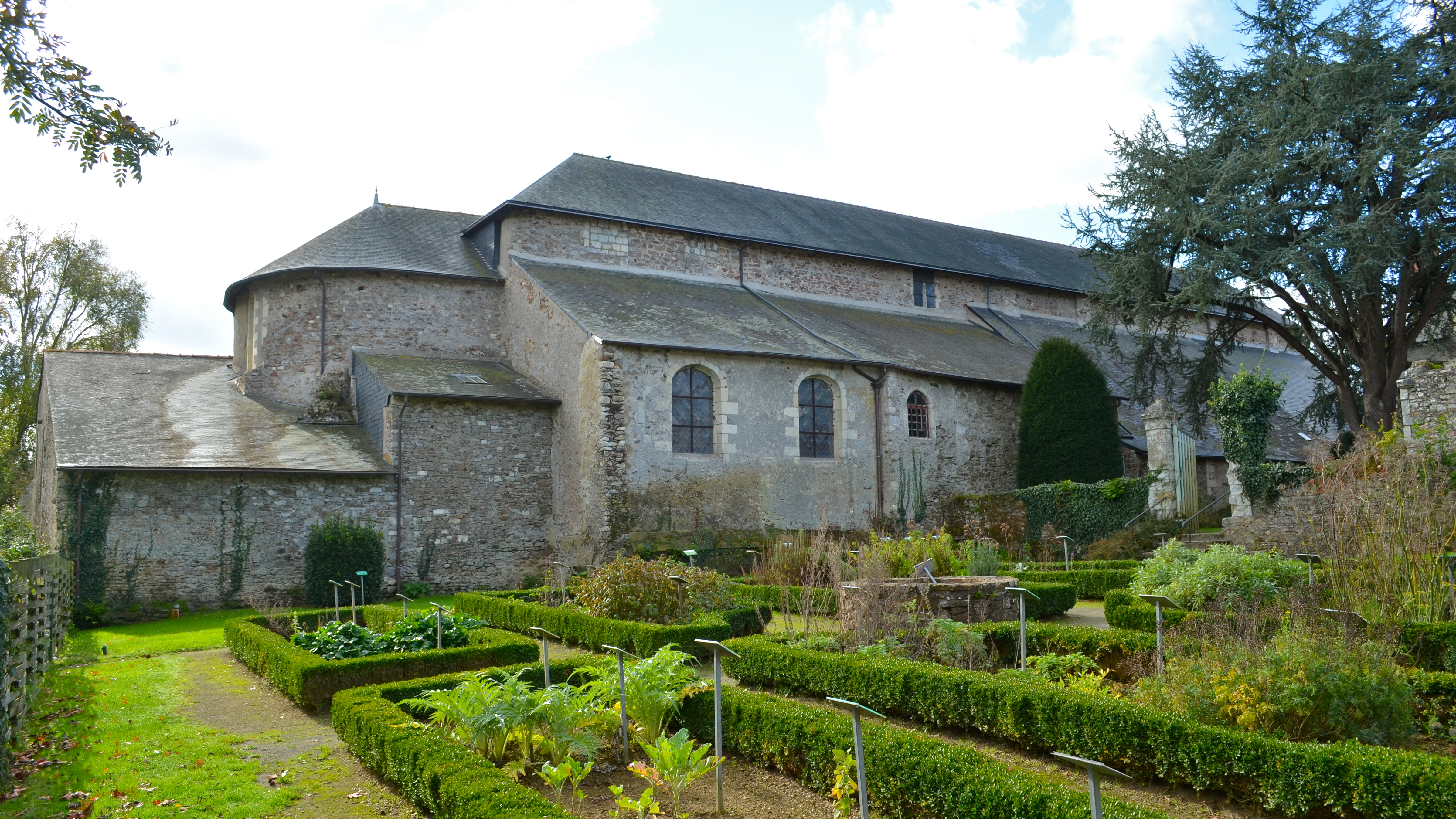
Façade latérale gauche depuis le jardin reconstitué.

### Caractéristiques architecturales

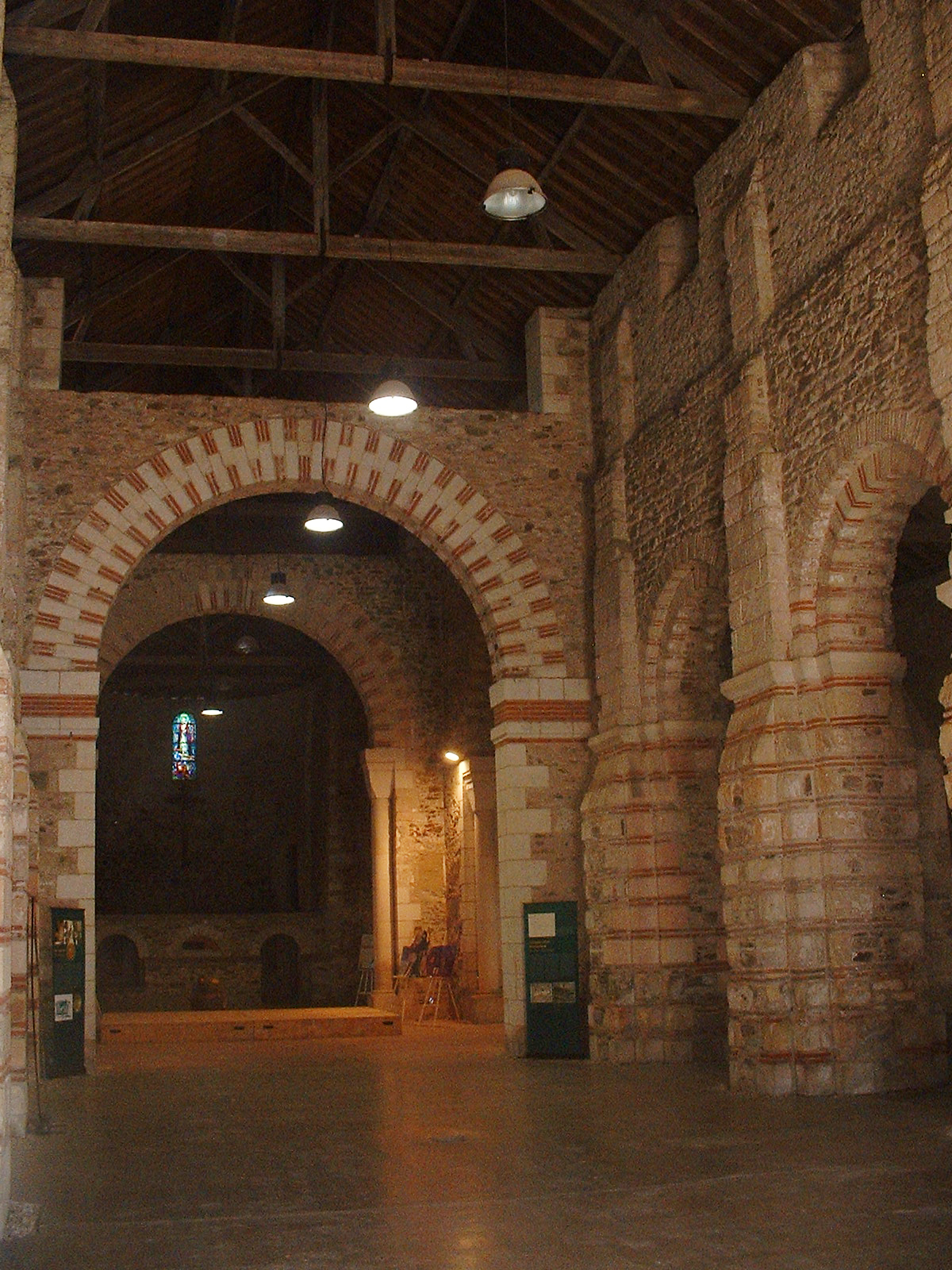
La nef de type carolingien.

La nef actuelle a été reconstruite après 847, la première église datant de 815 ayant été ruinée par les Normands. Elle comporte quatre travées, tandis que l'ancienne en comptait six. Au niveau du pilier le plus proche du chœur, on distingue encore une amorce d'arc, reste d'un des quatorze piliers primitifs. Les dix piliers actuels sont cruciformes et constitués d'une alternance de pierre et de briques accouplées. À l'origine, ces piliers étaient plus légers avant de subir un renforcement. Les arcs datent de l'époque carolingienne. Ils sont aussi caractéristiques du style par l'emploi du motif alternant tuffeau et brique. Renforcés entre le IXe siècle et le XIIe siècle (la datation de ces travaux a suscité des controverses qui s'expliquent par la rareté des documents disponibles) par des arcs romans, les murs sont cependant arasés pour des questions de sécurité lorsque la bâtisse remplit la fonction de marché aux poulets. On peut tout de même apercevoir la base des percements des fenêtres supprimées.
Le déambulatoire est la partie qui a subi le plus de dommages au fil du temps. À l'origine, il était constitué de trois absidioles remplacées après leur destruction par un mur droit au niveau du chevet. C'est là que se trouvait la fenestella, seule ouverture, voulue petite pour qu'elle puisse être facilement obturée en cas de danger, et qui permettait aux pèlerins de voir et toucher les reliques. Ce déambulatoire compte parmi les premiers réalisés en Occident pour écouler le flux des pèlerins.
La crypte, aussi dénommée « confession », se situe au niveau du chœur de l'abbatiale. C'est l'endroit où est entreposé le sarcophage de saint Philbert. C'est l'abbé Hibold qui ordonne en 836 l'érection des murs de la crypte pour protéger le tombeau des pèlerins. Ceux-ci font de la crypte un lieu semi-enterré. En 847, la crypte est totalement murée pour éviter la profanation du tombeau par les Vikings.
Après la construction d'une nouvelle église au XIXe siècle le conseil municipal prend la décision de transformer l'abbatiale en halle pour le marché. À cette occasion les murs sont abaissés de trois mètres. Pour couvrir le bâtiment, il est choisi d'installer une couverture de grange percée de verrières. Lors des travaux de restauration entre 1896 et 1903 le toit est refait.

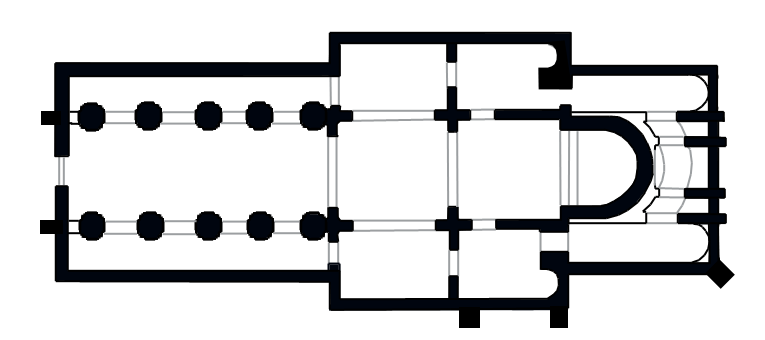
Plan de l'abbatiale.
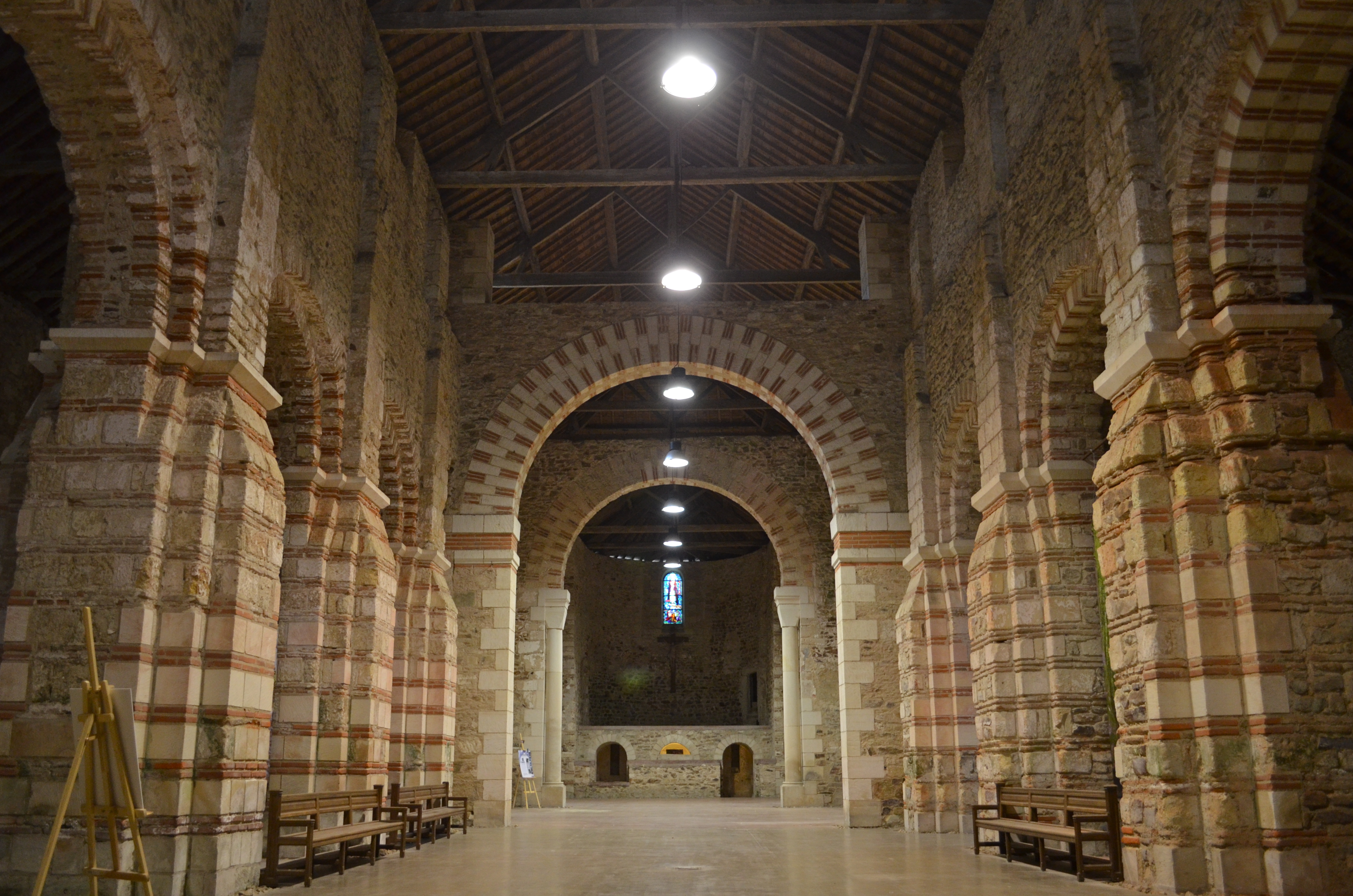
Nef et chœur
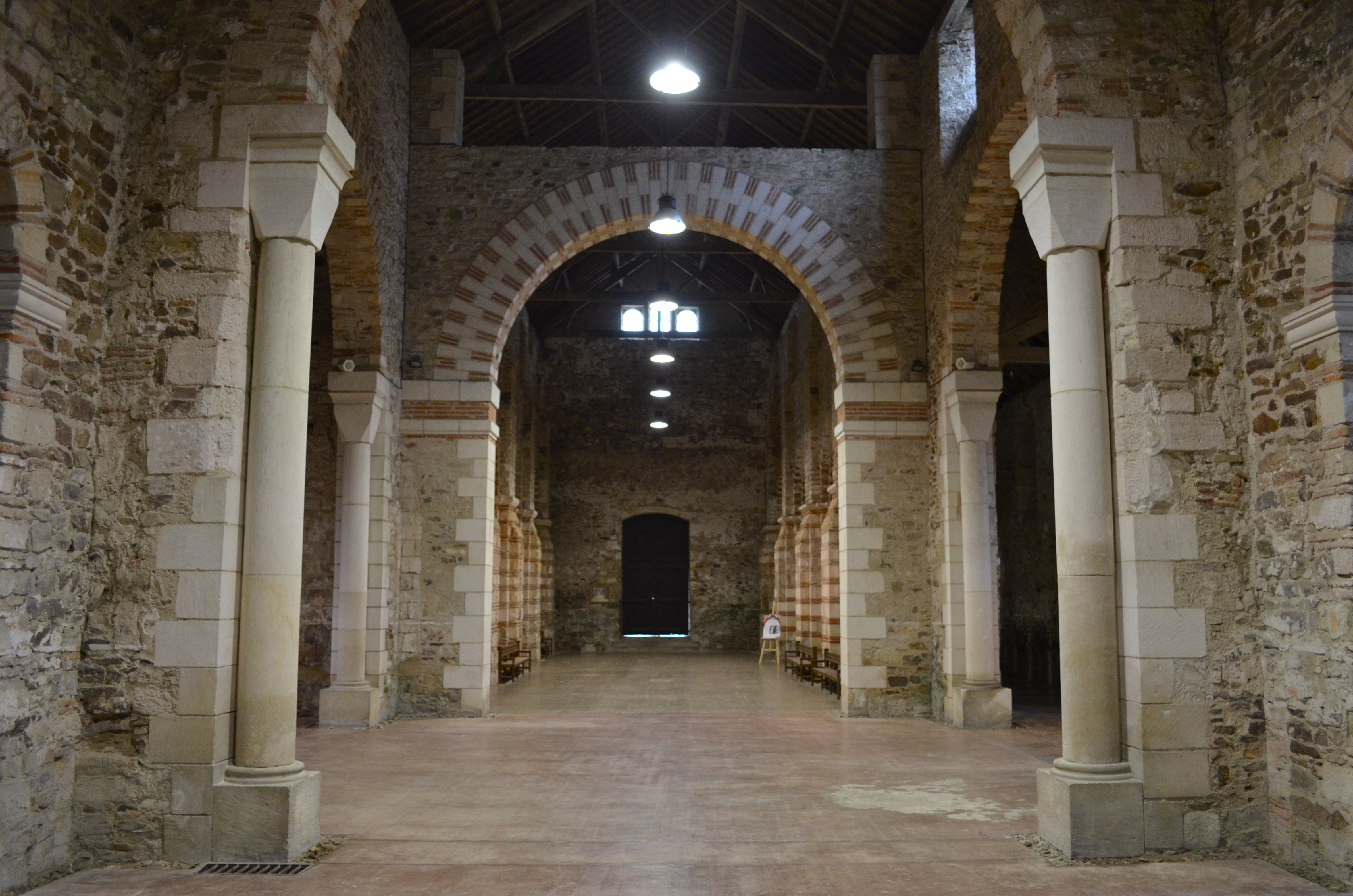
Nef et porte
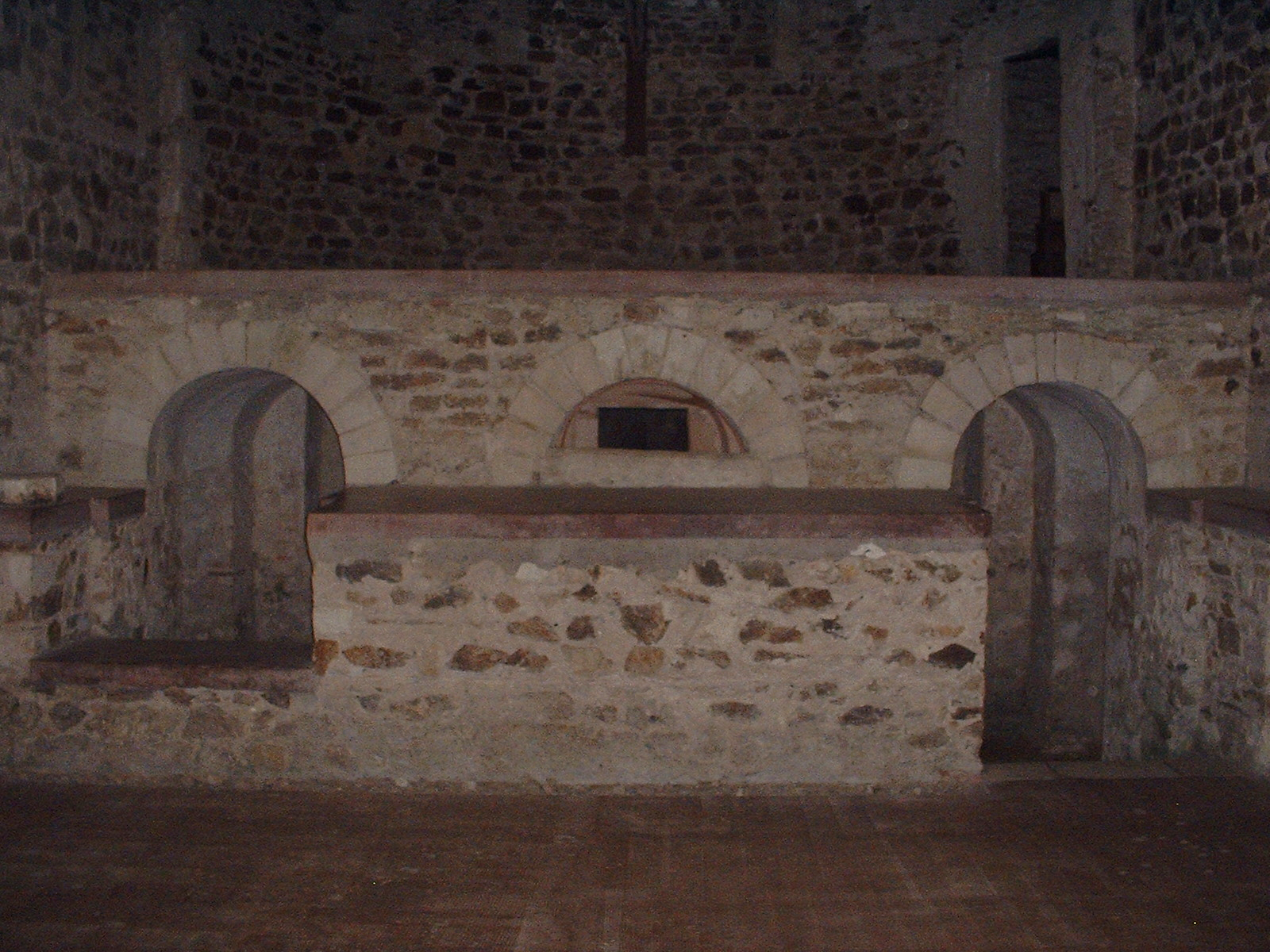
La crypte vue du chœur.

### Monuments funéraires
Le sarcophage de saint Philibert, situé dans la crypte, est de style mérovingien. Façonné vers la fin du VIIe siècle, il est constitué d'un seul bloc de granit bleu taillé dans les carrières pyrénéennes de Saint-Béat. Il est orné de deux croix mérovingiennes, une à chaque extrémité, et mesure 2,05 mètres de longueur pour 0,7 mètre de hauteur. Le saint, inhumé en 686 à Noirmoutier, est exhumé en 836 puis transporté en quatre jours sur un brancard à dos d'hommes jusqu'à Déas. Il retrouve alors sa place dans son sarcophage. Il est ensuite entouré d'une confession pour le protéger des dommages qu'auraient pu lui causer les pèlerins trop pressants. Après le départ des reliques pour Tournus, le sarcophage reste vide. Enterré dans la crypte, il ne sera retrouvé qu'à l'occasion de fouilles en 1865.
On compte deux autres monuments funéraires dans l'abbatiale. La dalle funéraire de Guntarius recouvre le tombeau d'un moine inhumé dans le chœur entre les IXe et Xe siècles. La pierre tombale de Guillaume Chupin, quant à elle, date de 1440 lorsque ce prêtre fait graver une pierre sous laquelle il espère être enterré. Mais pour cela, il aurait fallu qu'il soit nommé recteur de la paroisse, ainsi qu'il l'avait fait graver par avance, nomination qu'il n'obtint pas. À sa mort en 1449, il ne fut donc pas inhumé sous cette pierre (les emplacements prévus pour les années, mois et jour ne sont pas gravés) qui, à compter de 1663, a servi de table de l'autel majeur (la pierre a été endommagée à cette occasion).

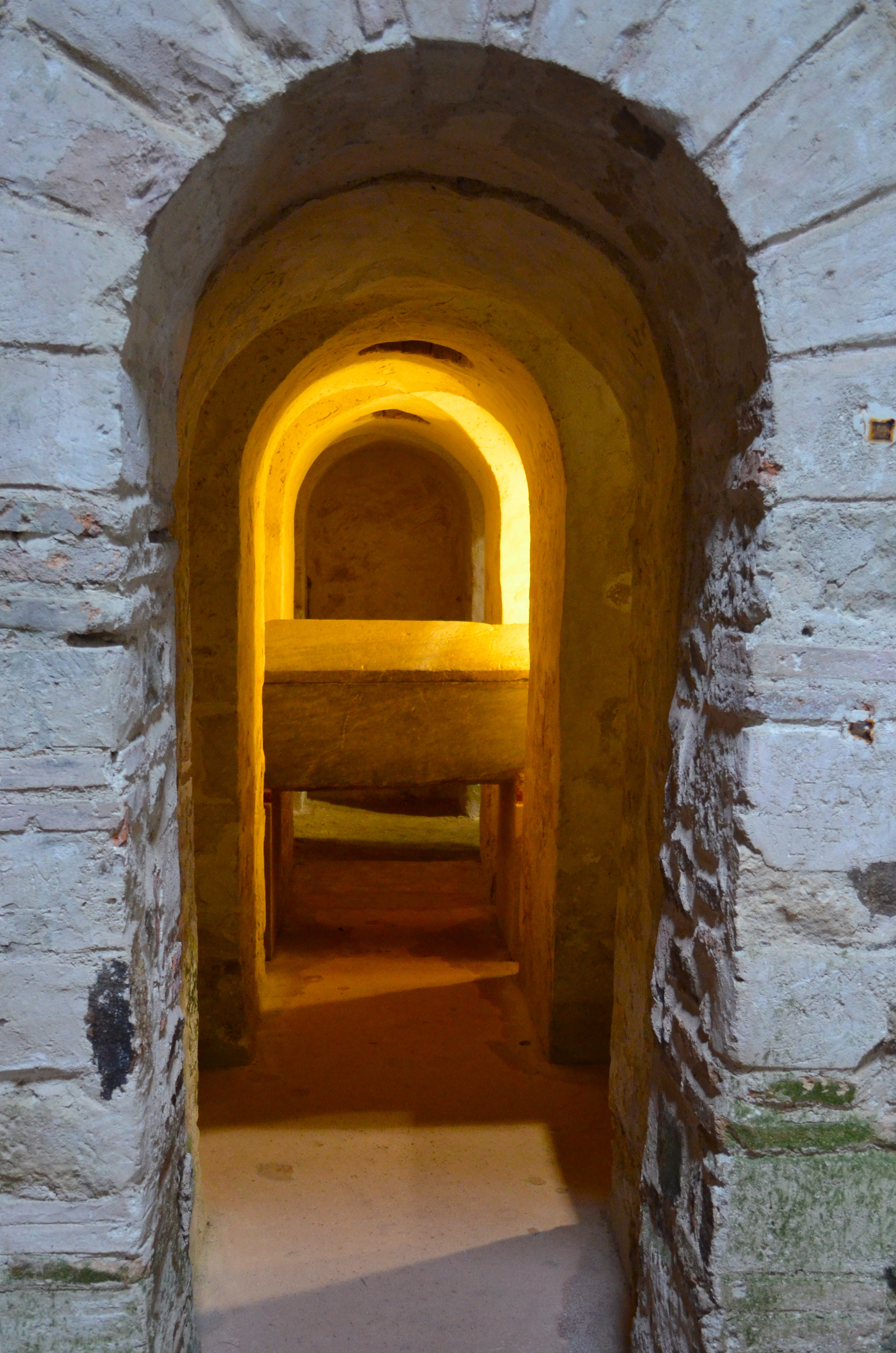
Le sarcophage de saint Philibert.
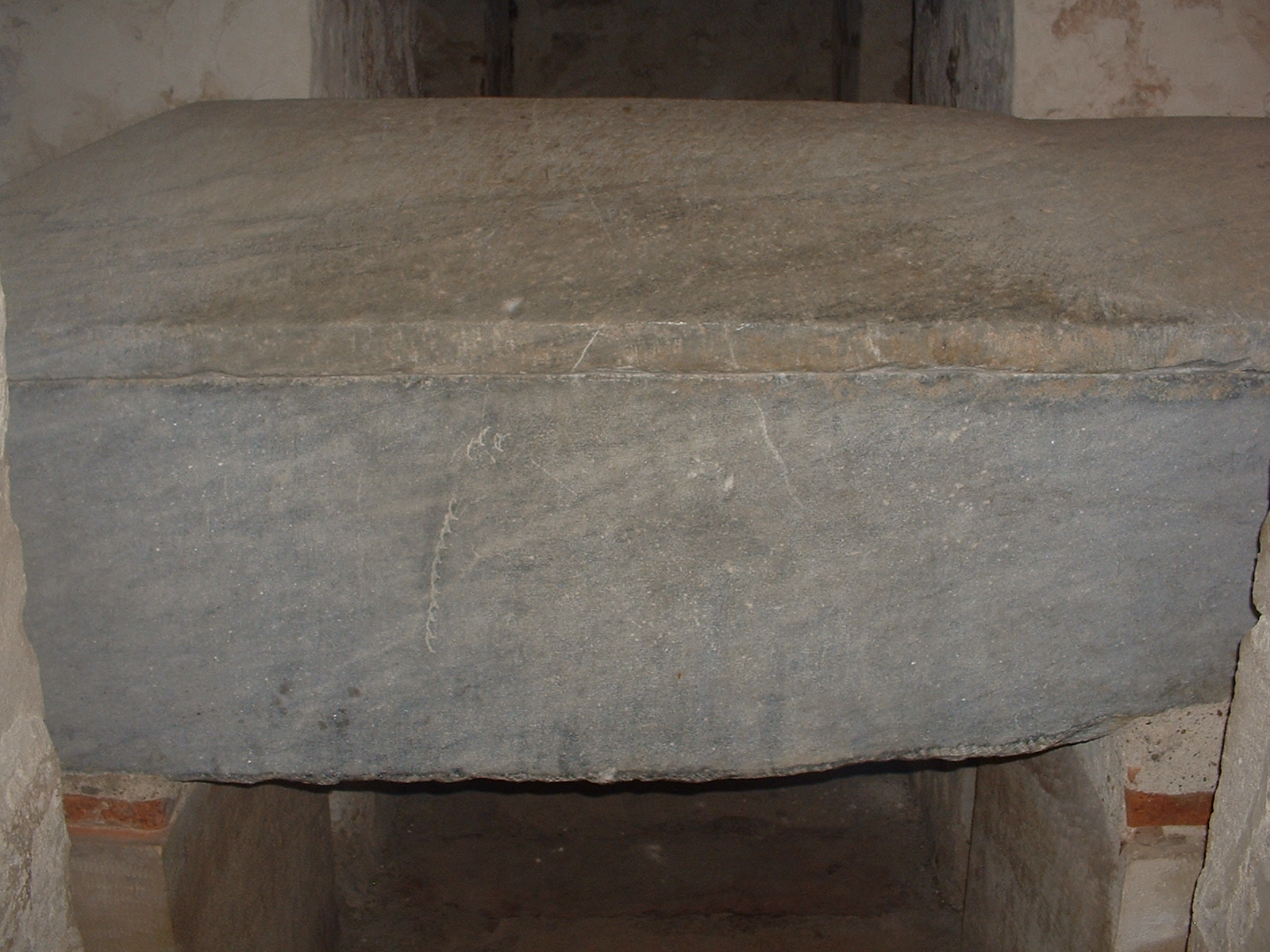
Le sarcophage de saint Philibert.
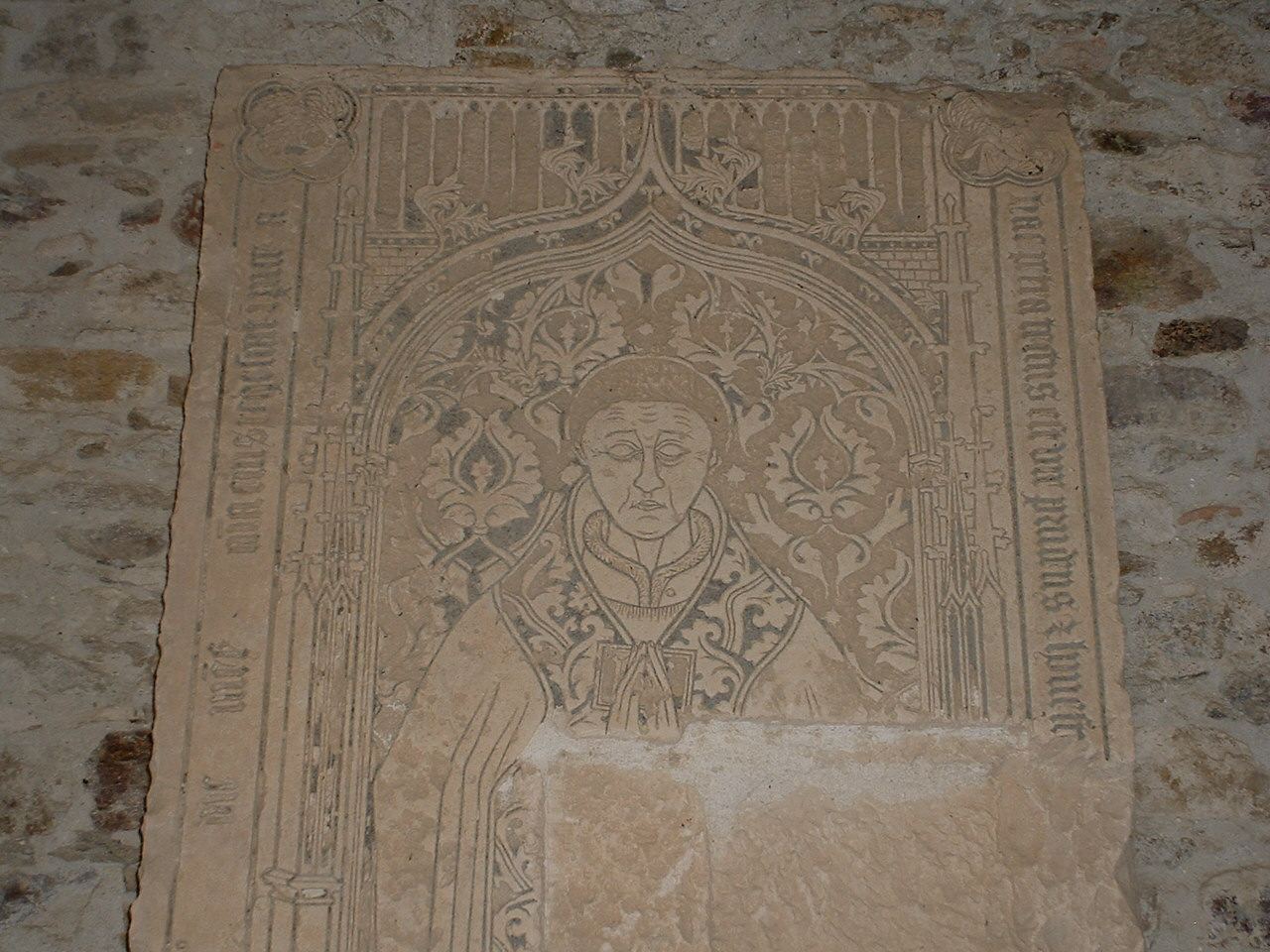
Pierre tombale de Guillaume Chupin.

### Ornementation

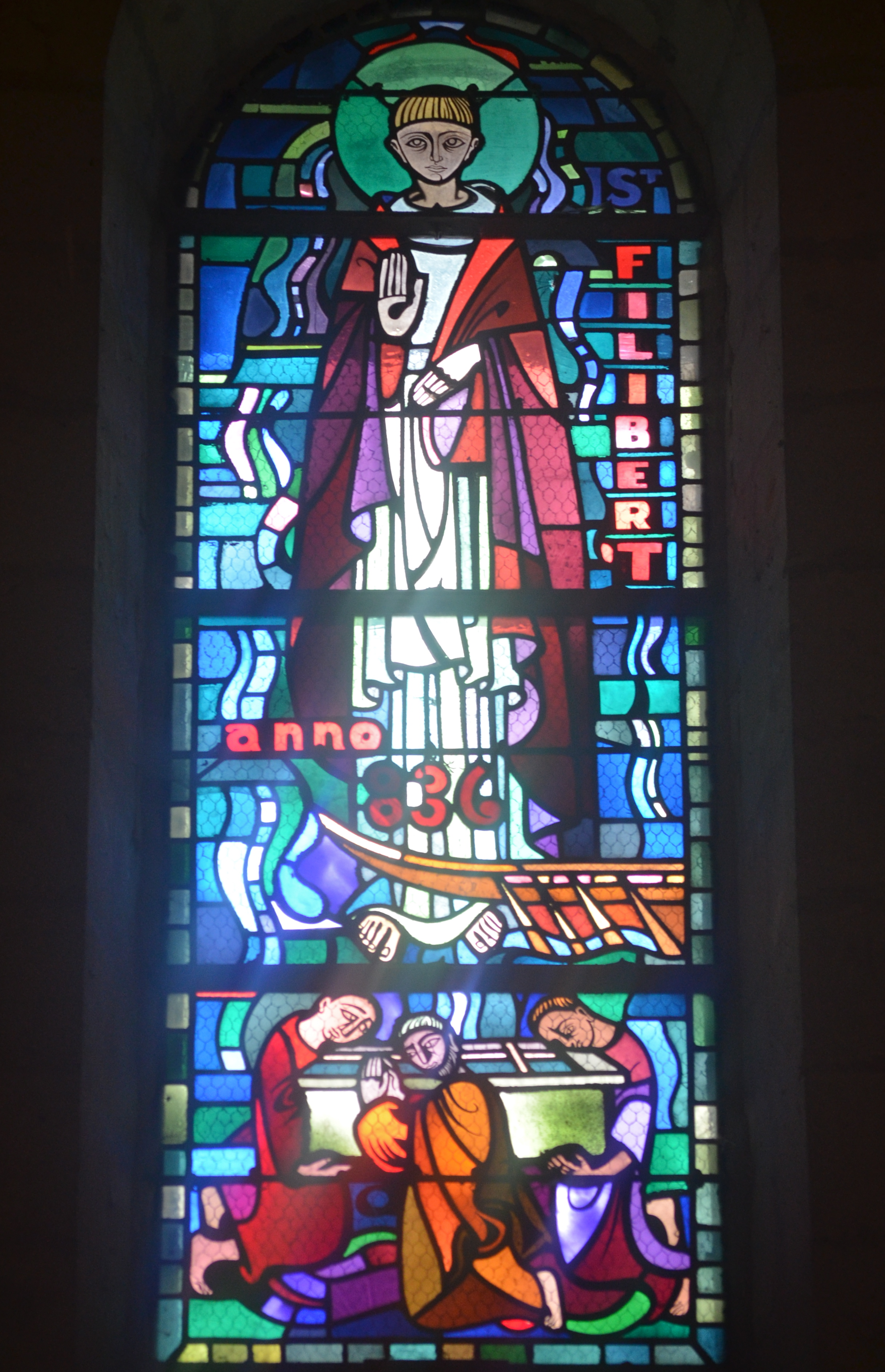
Vitrail représentant saint Philibert par Jacques Grüber.

Les vitraux sont relativement récents. En effet, ils ont été réalisés au moment de la remise au culte de l'abbatiale en 1936 et sont l'œuvre du maître-verrier Jacques Grüber. Cependant, ces vitraux reprennent le style et les techniques moyenâgeuses. Le vitrail au-dessus du maître-autel représente saint Philibert la main droite levée en un geste de bénédiction et la barque transportant son sarcophage depuis le monastère de Noirmoutier. Dans la partie basse du vitrail, deux moines soutiennent la châsse, tandis qu'un troisième, mains jointes, a la tête tournée vers l'assistance, comme pour inciter à la prière. Dans le déambulatoire se trouve le second vitrail, une représentation de sainte Anne, dont les moines philibertins ont importé le culte dans la région depuis l'Irlande.

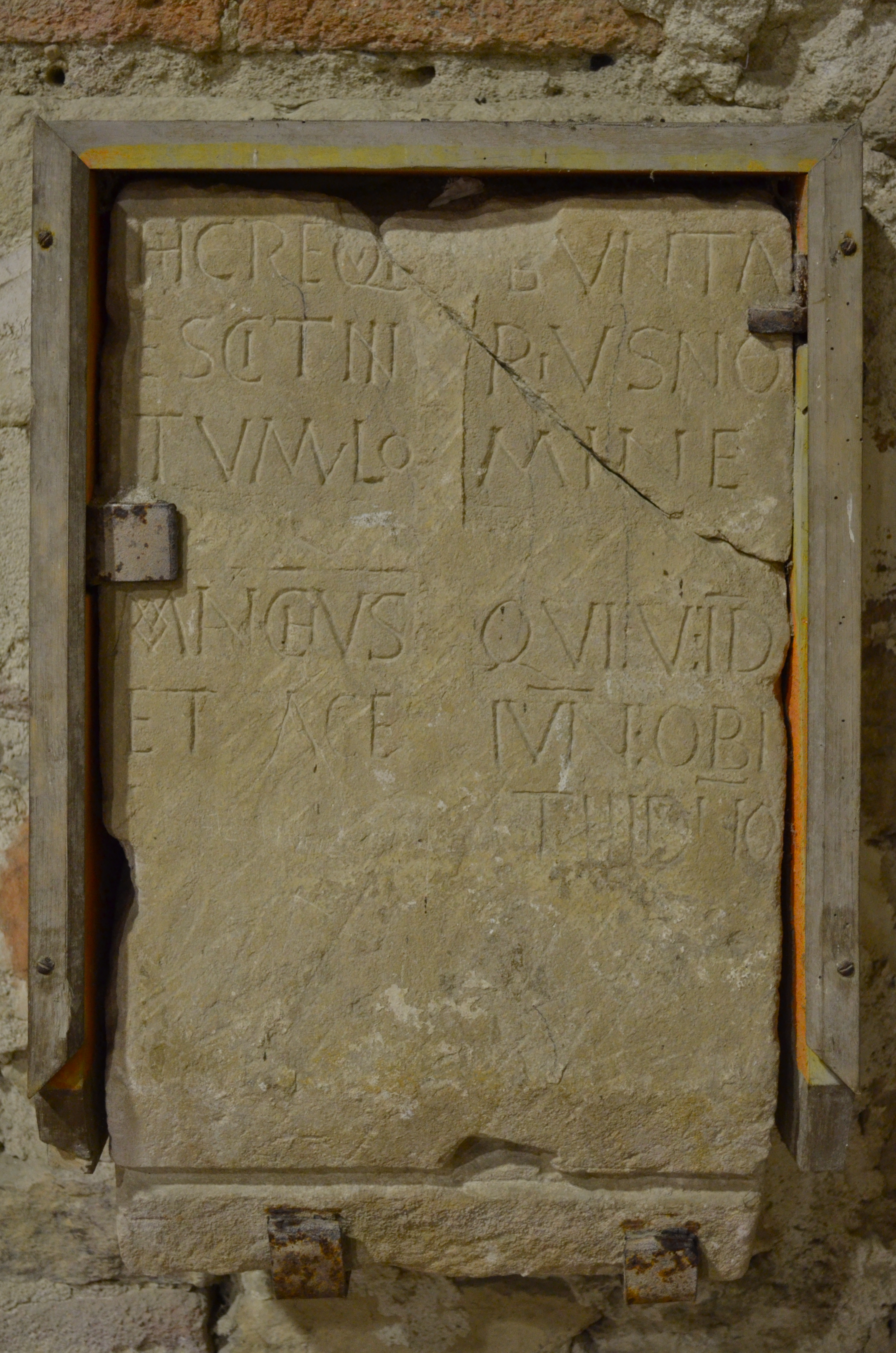
Ex-voto

Un ex-voto est gravé sous l'autel majeur directement dans la pierre de tuffeau. Il signifie « Aux ides de juin, dédicace au Dieu sauveur. » Il est interprété soit comme une dédicace de l'église, soit comme l'ex-voto d'un pèlerin reconnaissant (cette dernière hypothèse semble affaiblie par le fait qu'il n'y a pas d'autre ex-voto).
Quelques statues sont disposées dans l'abbatiale. Il y a une statue en bois représentant saint Philibert, une statue en bois polychrome de la Vierge à l'enfant ainsi que la statue de sainte Anne et de la vierge. Ces deux statues proviennent de la chapelle du manoir de l'Hommelais dans cette même commune.
Le tableau de la Déploration du Christ est exposé dans l'abbatiale. Il appartenait autrefois au manoir de l'Hommelais dans la commune de Saint-Philbert-de-Grand-Lieu. Ce tableau, dégradé par les républicains lors de la guerre de Vendée, a été depuis restauré.
L'abbatiale compte plusieurs vasques. Cinq bénitiers identiques sont retrouvés au cours des fouilles, deux étant encore en place. Ils datent des XIIe – XIIIe siècles av. J.-C. et sont ornés de visages sculptés qui ont été érodés au fil du temps. Les fonts baptismaux, quant à eux, sont la preuve de la fonction d'église paroissiale tenue par l'abbaye après le retour des moines au XIe siècle. Ils ont la particularité de disposer de deux cuves, une pour l'eau bénite, l'autre pour les baptêmes. Enfin, le lavabo est à l'origine destiné aux pèlerins qui s'y purifiaient avant de se recueillir devant les reliques de saint Philibert, respectant ainsi un usage du Moyen Âge. La position anormalement élevée du lavabo date des fouilles de 1900, le niveau du sol ayant été rabaissé d'un mètre à cette occasion.
Une clef a été retrouvée dans la crypte, elle date de l'époque carolingienne. Sa poignée reprend le dessin de la nef.

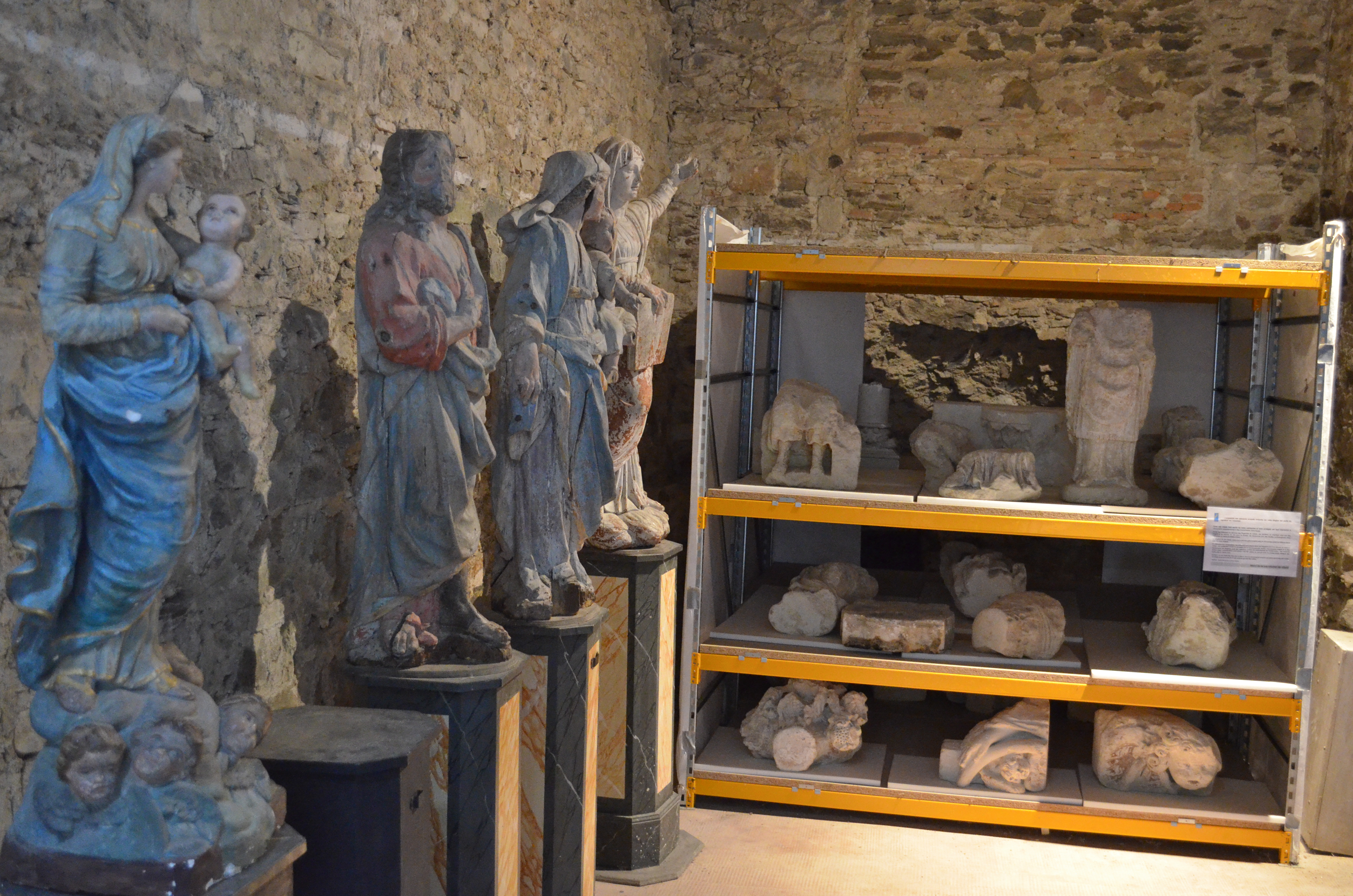
Statuaire
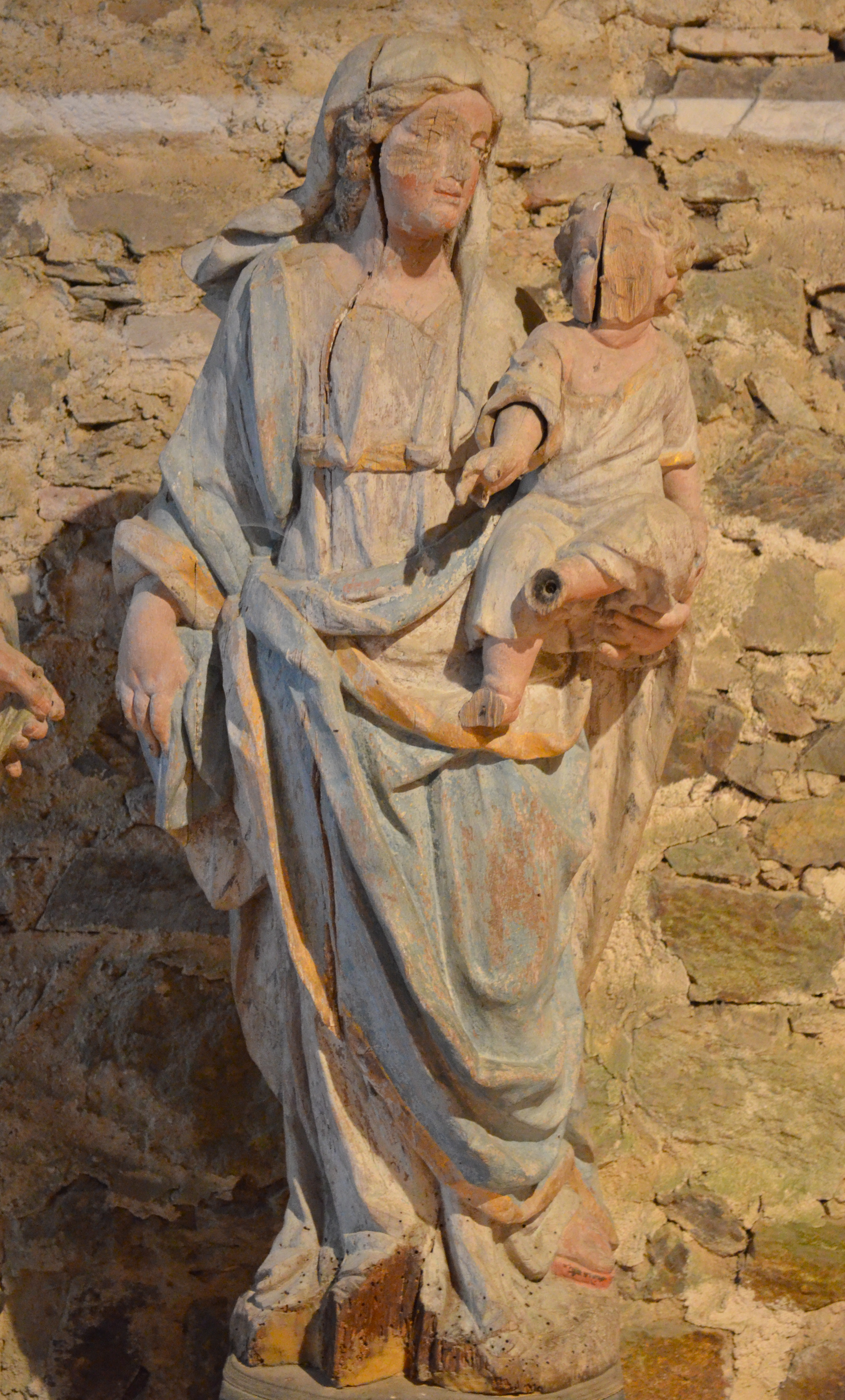
Statue d'une Vierge à l'enfant
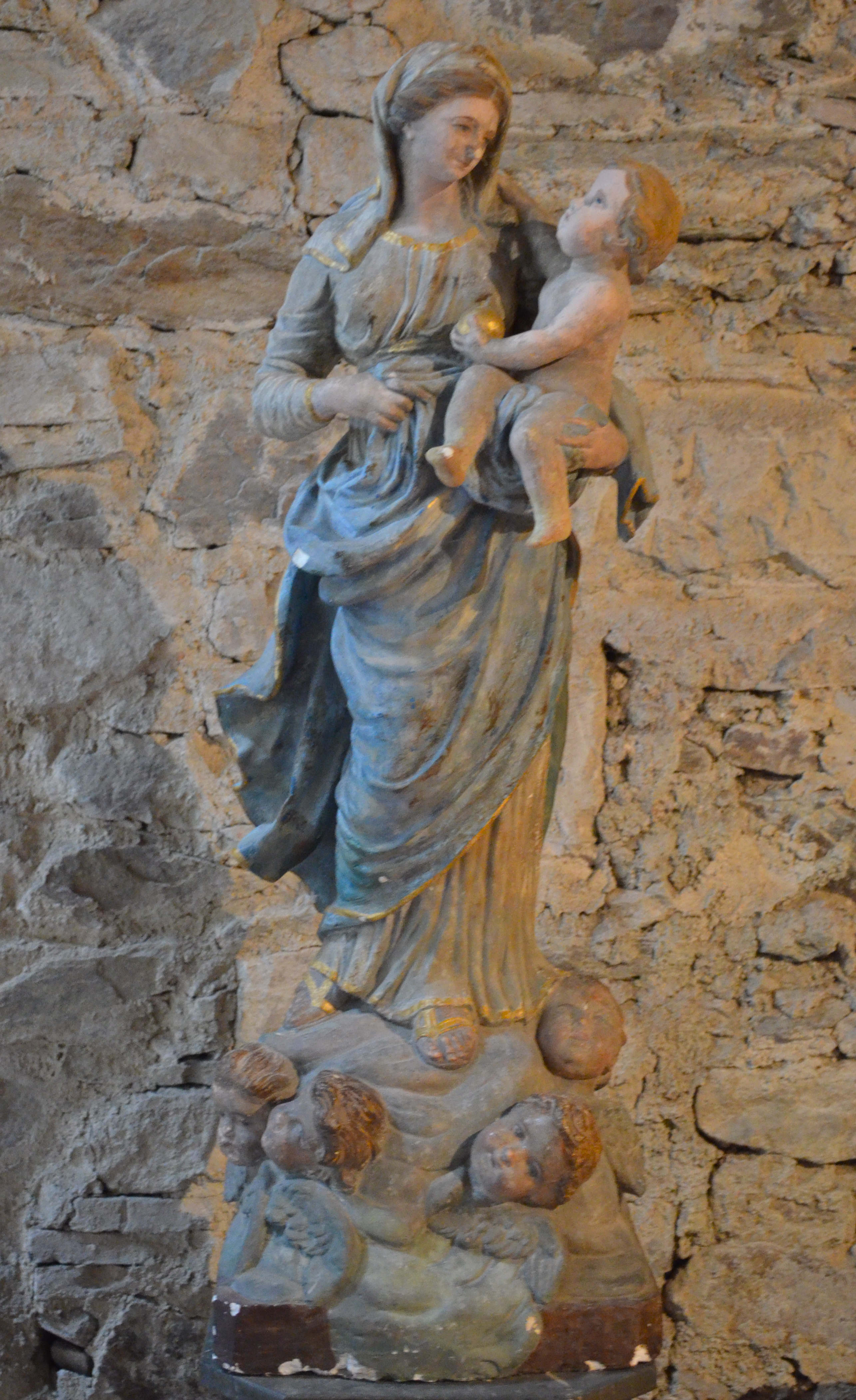
Statue d'une Vierge à l'enfant
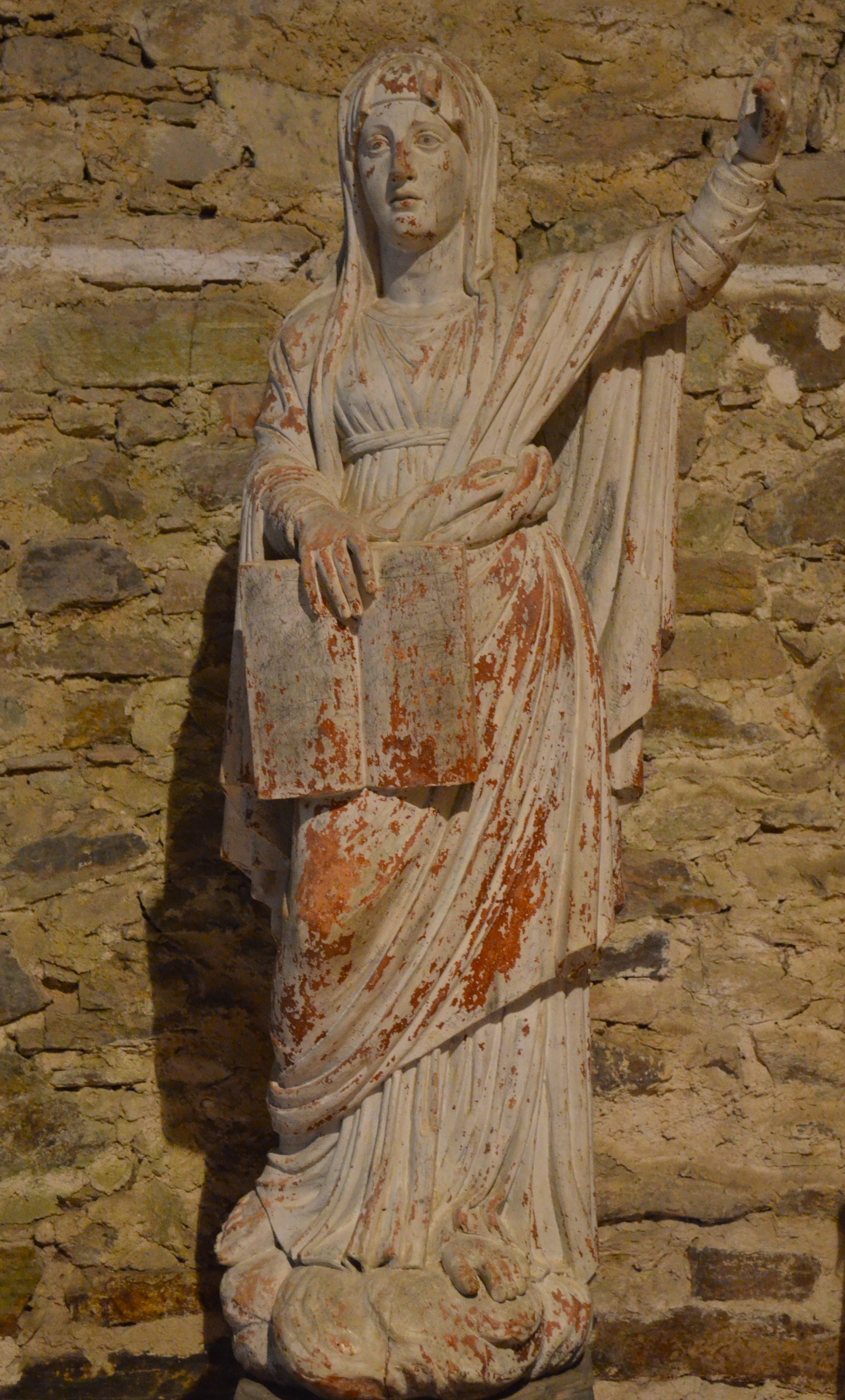
Statue de Sainte Anne
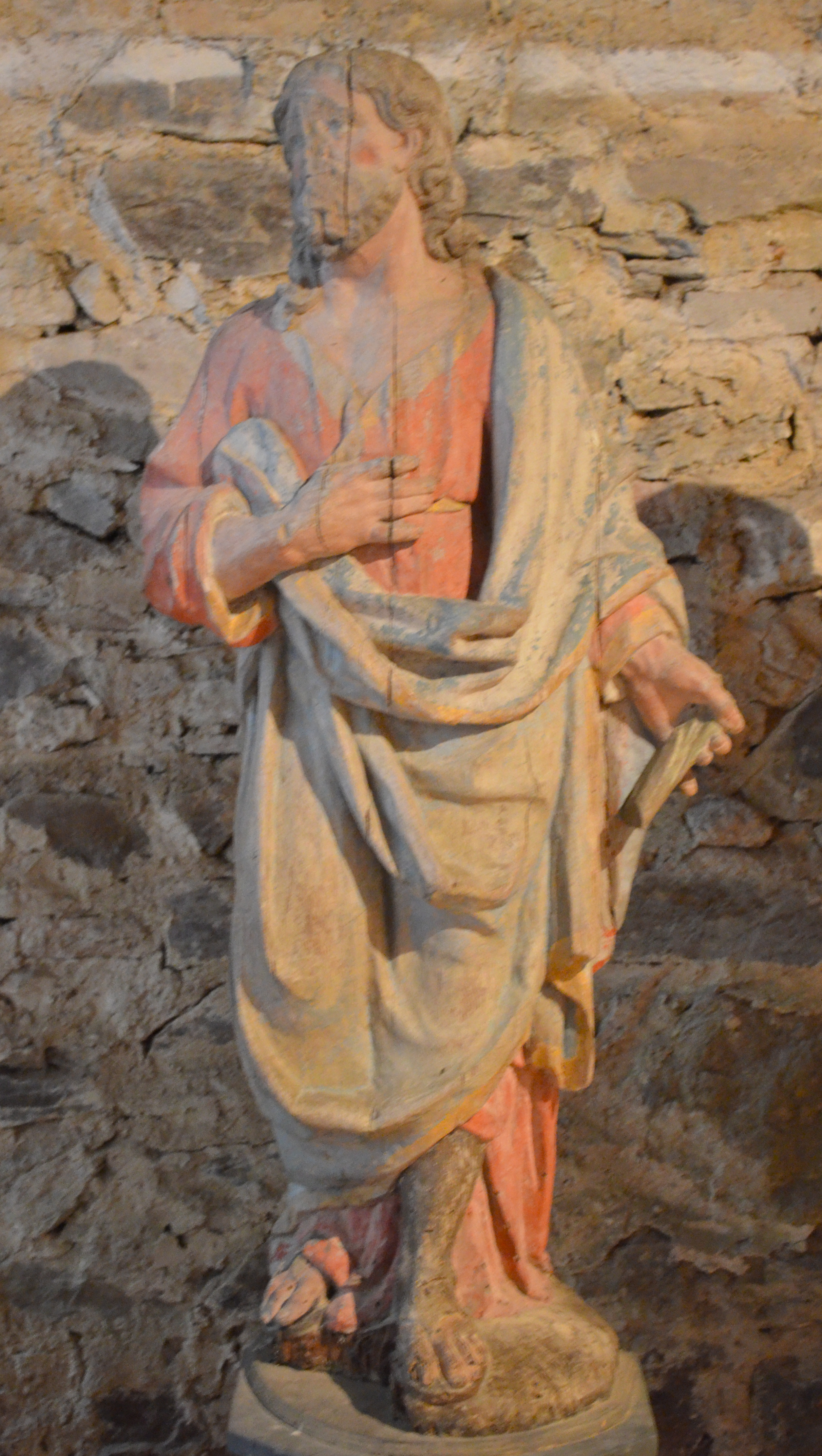
Statue d'un martyr ou de Saint Joseph
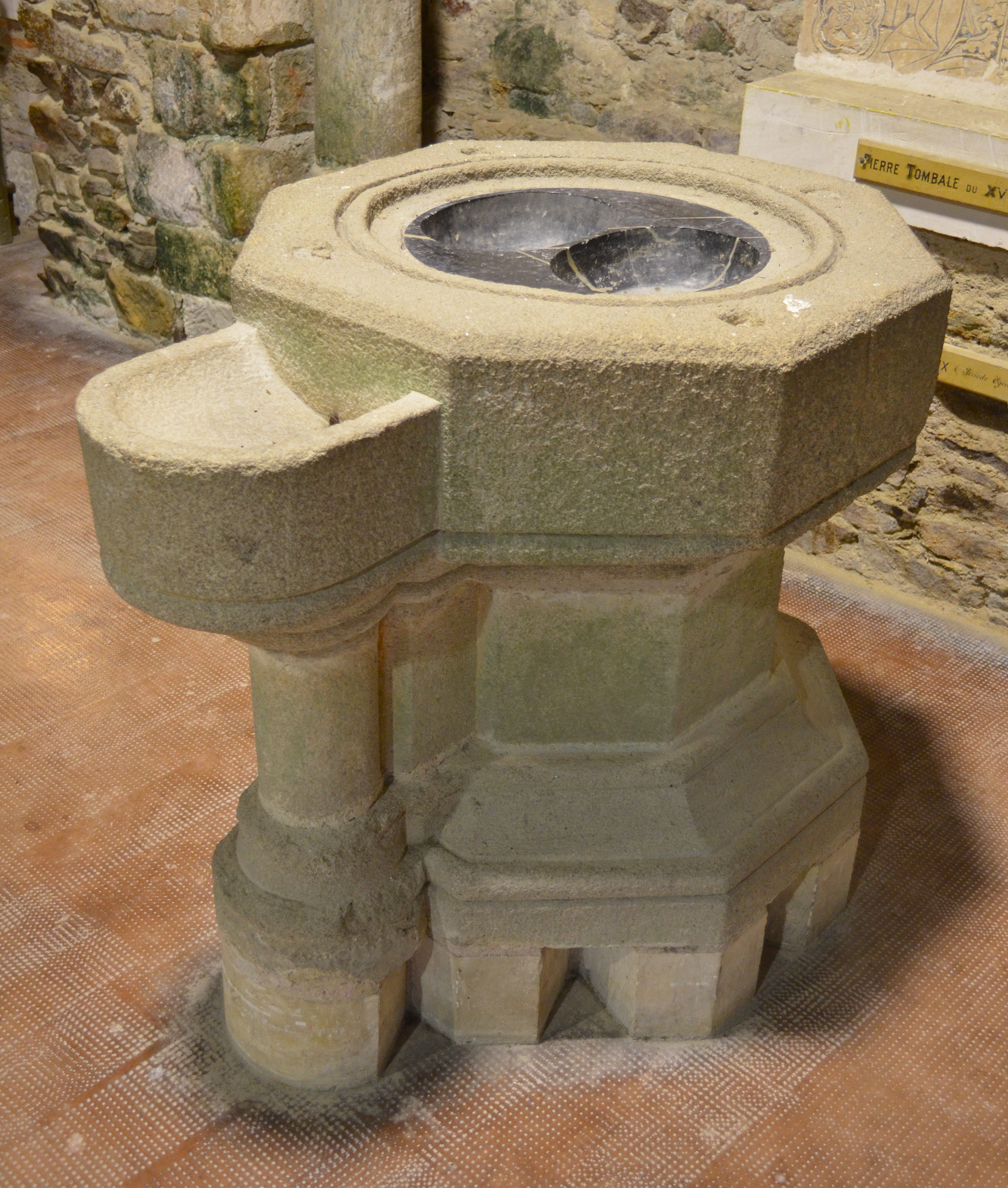
Fonts baptismaux
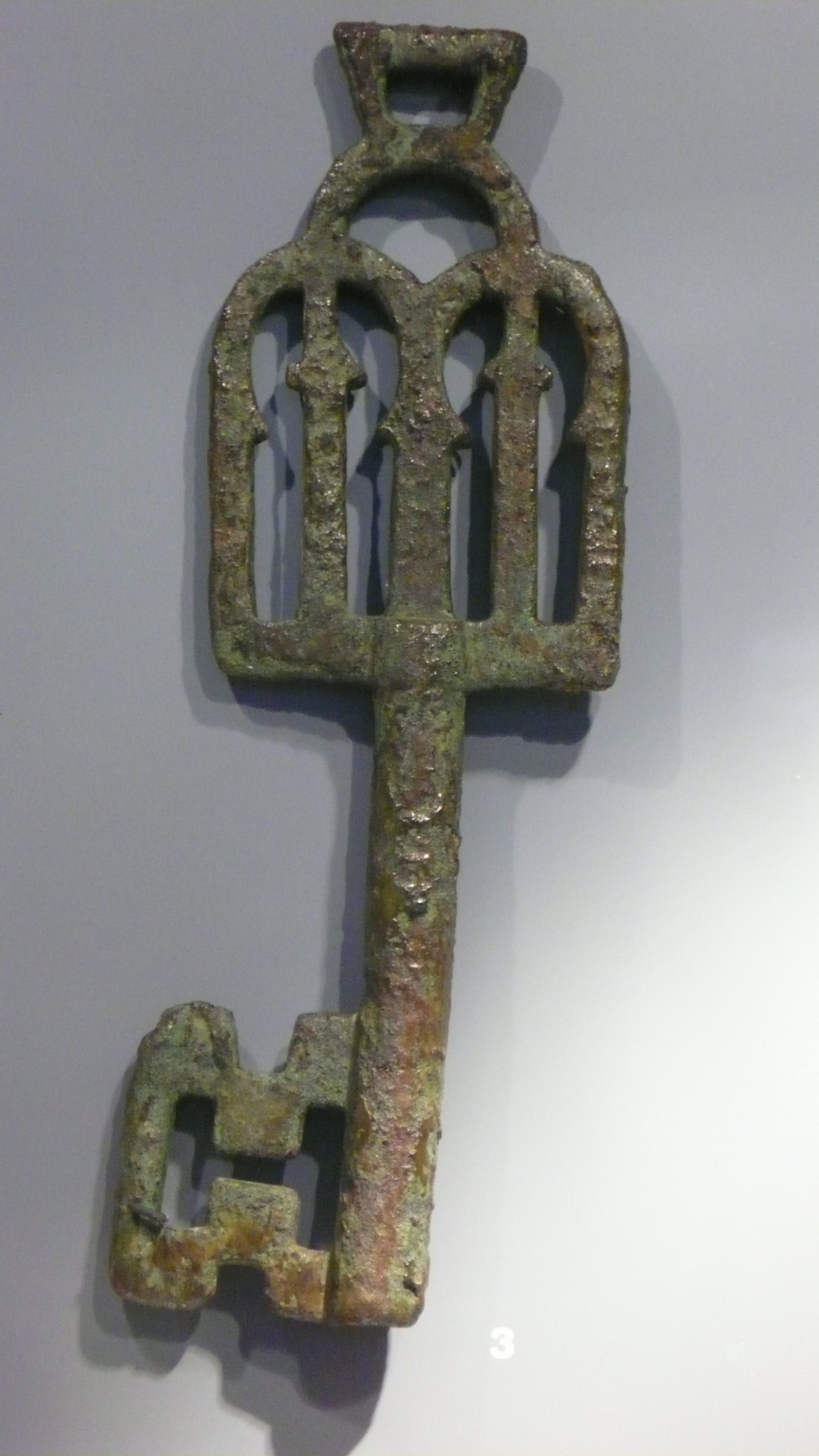
Clé de l'abbatiale

## Autour de l'abbatiale

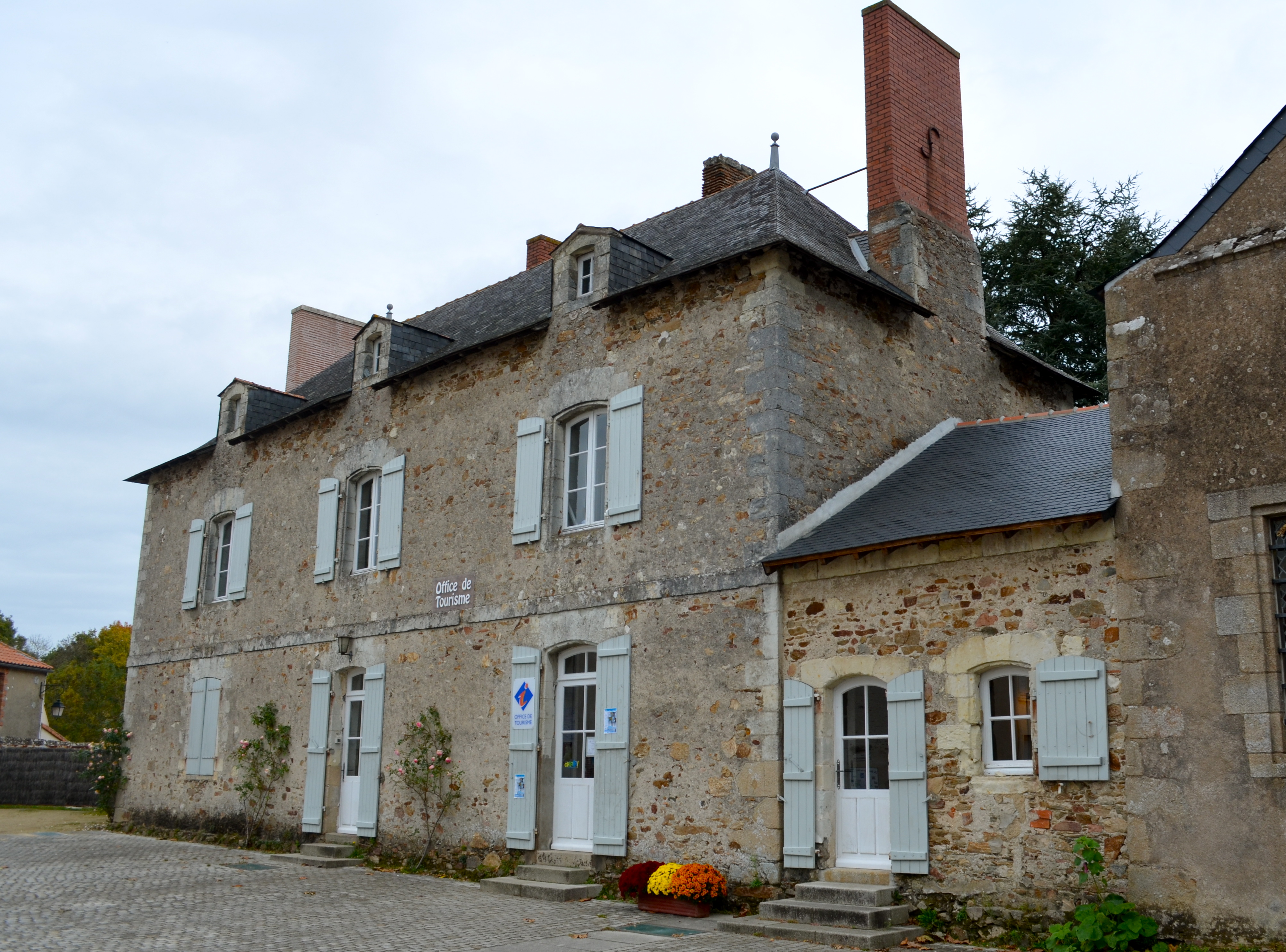
Prieuré de l'abbatiale.

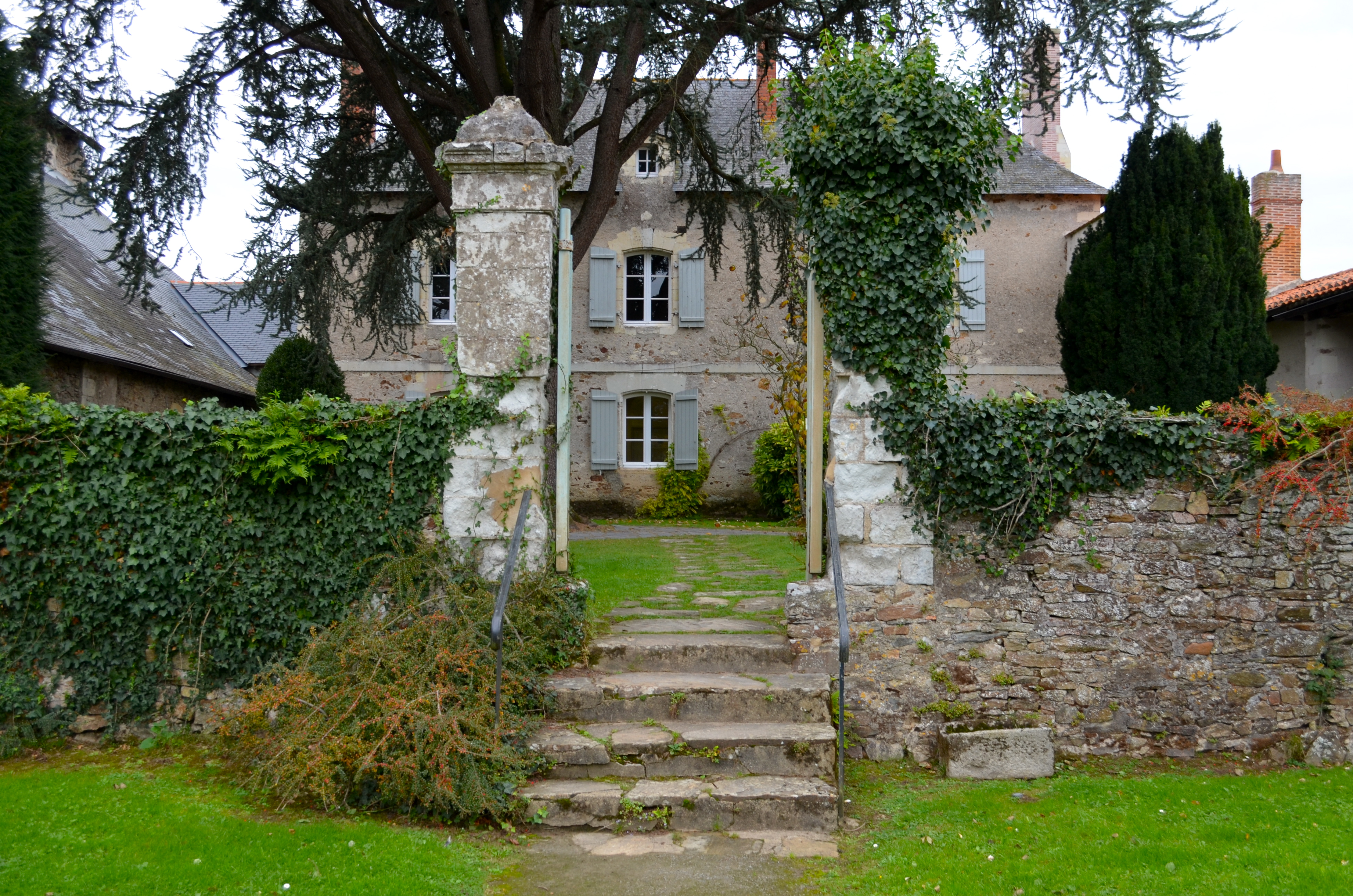
Le prieuré depuis le jardin

Autour de l'abbatiale, on trouve les anciennes parties de l'abbaye. Le jardin médiéval, aussi connu sous le nom de jardin des simples, se compose de trois espaces entre l'abbatiale et la rivière Boulogne : le jardin du cloître, le cimetière-verger et le jardin médicinal>.
Le prieuré est un bâtiment construit en continuité de la façade de l'abbatiale. Il est bâti sur le site de l'ancien monastère incendié par les Normands en 847. Six moines occupent celui-ci et le relèvent de ses ruines. Le prieuré est en mauvais état et subit une restauration en 1762. Au cours de la Révolution française, le bâtiment prieural est vendu, le 8 novembre 1791, en tant que  bien national, à la suite du Décret des biens du clergé mis à la disposition de la Nation du 2 novembre 1789, pour la somme de 10 000 francs. En 1993, le bâtiment est acheté par la municipalité et est dorénavant occupé par l'office du tourisme de la commune.
Une ancienne dépendance de l'abbatiale aux murs de schiste, datant des XVe – XVIe siècles, abrite un musée avifaune et minéralogique.